# 2015-ös férfi kosárlabda-Európa-bajnokság
A 2015-ös férfi kosárlabda-Európa-bajnokságot szeptember 5. és 20. között közösen rendezte Horvátország, Franciaország, Németország, és Lettország. Ez volt a 39. férfi kosárlabda-Európa-bajnokság. A torna első két helyezettje kijutott az olimpiai játékokra. Az Eb-t Spanyolország nyerte, története során harmadik alkalommal.

## Helyszínek
A mérkőzéseket öt helyszínen játszották.
| Lille               | Berlin Zágráb Riga Montpellier Lille | Berlin              |
| Stade Pierre-Mauroy | Berlin Zágráb Riga Montpellier Lille | Mercedes-Benz Arena |
| Férőhely: 27 500    | Berlin Zágráb Riga Montpellier Lille | Férőhely: 14 500    |
|                     | Berlin Zágráb Riga Montpellier Lille |                     |
| Montpellier         | Berlin Zágráb Riga Montpellier Lille | Riga                |
| Park&Suites Arena   | Berlin Zágráb Riga Montpellier Lille | Arena Riga          |
| Férőhely: 10 700    | Berlin Zágráb Riga Montpellier Lille | Férőhely: 11 200    |
|                     | Berlin Zágráb Riga Montpellier Lille |                     |
| Zágráb              | Berlin Zágráb Riga Montpellier Lille |                     |
| Arena Zagreb        | Berlin Zágráb Riga Montpellier Lille |                     |
| Férőhely: 16 500    | Berlin Zágráb Riga Montpellier Lille |                     |
|                     | Berlin Zágráb Riga Montpellier Lille |                     |

## Sorsolás
A csoportok sorsolását 2014. december 8-án, 16 órakor tartották Disneylandben, Párizsban.
| 1. kalap                                                                   | 2. kalap                                                               | 3. kalap                                                                         |
| -------------------------------------------------------------------------- | ---------------------------------------------------------------------- | -------------------------------------------------------------------------------- |
| Horvátország* (12) · Franciaország* (5) · Litvánia (4) · Spanyolország (2) | Szerbia (7) · Szlovénia (13) · Törökország (8) · Ukrajna (40)          | Bosznia-Hercegovina (57) · Finnország (35) · Görögország (10) · Lettország* (38) |
| 4. kalap                                                                   | 5. kalap                                                               | 6. kalap                                                                         |
| Belgium (50) · Izrael (38) · Olaszország (36) · Macedónia (32)             | Grúzia (53) · Németország* (18) · Lengyelország (42) · Oroszország (6) | Csehország (48) · Észtország (-) · Izland (-) · Hollandia (-)                    |

(*) Franciaország, Horvátország, Németország és Lettország lesz a csoportok házigazdája, ők nem kerülhettek azonos csoportba.

## Csoportkör
A csoportmérkőzések után a sorrendet az alábbiak alapján kellett meghatározni:
1. több szerzett pont
2. egymás elleni eredmény
3. jobb pontkülönbség
4. több szerzett pont

| Jelmagyarázat                                                             |
| ------------------------------------------------------------------------- |
| A csoportok első négy helyezettje bejutott az egyenes kieséses szakaszba. |
| A csoportok ötödik és hatodik helyezettjei kiestek.                       |

### A csoport
| Csapat              | M | Gy | V | P+  | P–  | Gk  | P  |
| ------------------- | - | -- | - | --- | --- | --- | -- |
| Franciaország       | 5 | 5  | 0 | 407 | 335 | +72 | 10 |
| Izrael              | 5 | 3  | 2 | 375 | 384 | −9  | 8  |
| Lengyelország       | 5 | 3  | 2 | 367 | 352 | +15 | 8  |
| Finnország          | 5 | 2  | 3 | 387 | 392 | −5  | 7  |
| Oroszország         | 5 | 1  | 4 | 379 | 374 | +5  | 6  |
| Bosznia-Hercegovina | 5 | 1  | 4 | 324 | 402 | −78 | 6  |

| 2015. szeptember 5. 15:00 | Lengyelország                            | 68–64     | Bosznia-Hercegovina | Park&Suites Arena, Montpellier Játékvezetők: Fernando Rocha (POR), Renaud Geller (BEL), Jurgis Laurinavičius (LTU) |
| 2015. szeptember 5. 15:00 | (16–18, 24–12, 18–23, 10–11) Jegyzőkönyv |           |                     | Park&Suites Arena, Montpellier Játékvezetők: Fernando Rocha (POR), Renaud Geller (BEL), Jurgis Laurinavičius (LTU) |
| 2015. szeptember 5. 15:00 | Waczyński 15                             | Pont      | Stipanović 20       | Park&Suites Arena, Montpellier Játékvezetők: Fernando Rocha (POR), Renaud Geller (BEL), Jurgis Laurinavičius (LTU) |
| 2015. szeptember 5. 15:00 | Kulig 8                                  | Lepattanó | Milošević 7         | Park&Suites Arena, Montpellier Játékvezetők: Fernando Rocha (POR), Renaud Geller (BEL), Jurgis Laurinavičius (LTU) |
| 2015. szeptember 5. 15:00 | Ponitka 6                                | Gólpassz  | Renfroe 5           | Park&Suites Arena, Montpellier Játékvezetők: Fernando Rocha (POR), Renaud Geller (BEL), Jurgis Laurinavičius (LTU) |

| 2015. szeptember 5. 17:30 | Izrael                                   | 76–73     | Oroszország               | Park&Suites Arena, Montpellier Játékvezetők: Matej Boltauzer (SLO), Siniša Herceg (CRO), Apostolos Kalpakas (SWE) |
| 2015. szeptember 5. 17:30 | (18–21, 11–18, 21–10, 26–24) Jegyzőkönyv |           |                           | Park&Suites Arena, Montpellier Játékvezetők: Matej Boltauzer (SLO), Siniša Herceg (CRO), Apostolos Kalpakas (SWE) |
| 2015. szeptember 5. 17:30 | Casspi 21                                | Pont      | Khvostov, Vorontsevich 15 | Park&Suites Arena, Montpellier Játékvezetők: Matej Boltauzer (SLO), Siniša Herceg (CRO), Apostolos Kalpakas (SWE) |
| 2015. szeptember 5. 17:30 | Casspi 9                                 | Lepattanó | Vorontsevich 13           | Park&Suites Arena, Montpellier Játékvezetők: Matej Boltauzer (SLO), Siniša Herceg (CRO), Apostolos Kalpakas (SWE) |
| 2015. szeptember 5. 17:30 | Ohayon 5                                 | Gólpassz  | Khvostov, Vorontsevich 5  | Park&Suites Arena, Montpellier Játékvezetők: Matej Boltauzer (SLO), Siniša Herceg (CRO), Apostolos Kalpakas (SWE) |

| 2015. szeptember 5. 21:00 | Franciaország                                  | 97–87 (h. u.) | Finnország | Park&Suites Arena, Montpellier Nézőszám: 10 407 Játékvezetők: Oļegs Latiševs (LAT), Spyridon Gontas (GRE), Igor Dragojević (MNE) |
| 2015. szeptember 5. 21:00 | (24–22, 21–15, 23–23, 13–21, 16–6) Jegyzőkönyv |               |            | Park&Suites Arena, Montpellier Nézőszám: 10 407 Játékvezetők: Oļegs Latiševs (LAT), Spyridon Gontas (GRE), Igor Dragojević (MNE) |
| 2015. szeptember 5. 21:00 | Parker 23                                      | Pont          | Wilson 21  | Park&Suites Arena, Montpellier Nézőszám: 10 407 Játékvezetők: Oļegs Latiševs (LAT), Spyridon Gontas (GRE), Igor Dragojević (MNE) |
| 2015. szeptember 5. 21:00 | De Colo, Lauvergne 7                           | Lepattanó     | Murphy 11  | Park&Suites Arena, Montpellier Nézőszám: 10 407 Játékvezetők: Oļegs Latiševs (LAT), Spyridon Gontas (GRE), Igor Dragojević (MNE) |
| 2015. szeptember 5. 21:00 | De Colo 6                                      | Gólpassz      | Koponen 7  | Park&Suites Arena, Montpellier Nézőszám: 10 407 Játékvezetők: Oļegs Latiševs (LAT), Spyridon Gontas (GRE), Igor Dragojević (MNE) |

| 2015. szeptember 6. 15:00 | Oroszország                              | 79–82     | Lengyelország | Park&Suites Arena, Montpellier Játékvezetők: Oļegs Latiševs (LAT), Siniša Herceg (CRO), Anthonie Sinterniklaas (NED) |
| 2015. szeptember 6. 15:00 | (22–19, 18–23, 16–18, 23–22) Jegyzőkönyv |           |               | Park&Suites Arena, Montpellier Játékvezetők: Oļegs Latiševs (LAT), Siniša Herceg (CRO), Anthonie Sinterniklaas (NED) |
| 2015. szeptember 6. 15:00 | Zubkov 21                                | Pont      | Waczyński 23  | Park&Suites Arena, Montpellier Játékvezetők: Oļegs Latiševs (LAT), Siniša Herceg (CRO), Anthonie Sinterniklaas (NED) |
| 2015. szeptember 6. 15:00 | Zubkov 7                                 | Lepattanó | Gortat 6      | Park&Suites Arena, Montpellier Játékvezetők: Oļegs Latiševs (LAT), Siniša Herceg (CRO), Anthonie Sinterniklaas (NED) |
| 2015. szeptember 6. 15:00 | Khvostov 5                               | Gólpassz  | Slaughter 5   | Park&Suites Arena, Montpellier Játékvezetők: Oļegs Latiševs (LAT), Siniša Herceg (CRO), Anthonie Sinterniklaas (NED) |

| 2015. szeptember 6. 17:30 | Finnország                               | 66–79     | Izrael     | Park&Suites Arena, Montpellier Játékvezetők: Fernando Rocha (POR), Spyridon Gontas (GRE), Renaud Geller (BEL) |
| 2015. szeptember 6. 17:30 | (13–25, 18–21, 23–16, 12–17) Jegyzőkönyv |           |            | Park&Suites Arena, Montpellier Játékvezetők: Fernando Rocha (POR), Spyridon Gontas (GRE), Renaud Geller (BEL) |
| 2015. szeptember 6. 17:30 | Murphy 24                                | Pont      | Eliyahu 22 | Park&Suites Arena, Montpellier Játékvezetők: Fernando Rocha (POR), Spyridon Gontas (GRE), Renaud Geller (BEL) |
| 2015. szeptember 6. 17:30 | Murphy 9                                 | Lepattanó | Fischer 11 | Park&Suites Arena, Montpellier Játékvezetők: Fernando Rocha (POR), Spyridon Gontas (GRE), Renaud Geller (BEL) |
| 2015. szeptember 6. 17:30 | Koponen 5                                | Gólpassz  | Eliyahu 6  | Park&Suites Arena, Montpellier Játékvezetők: Fernando Rocha (POR), Spyridon Gontas (GRE), Renaud Geller (BEL) |

| 2015. szeptember 6. 21:00 | Bosznia-Hercegovina                      | 54–81     | Franciaország         | Park&Suites Arena, Montpellier Nézőszám: 10 212 Játékvezetők: Matej Boltauzer (SLO), Apostolos Kalpakas (SWE), Jurgis Laurinavičius (LTU) |
| 2015. szeptember 6. 21:00 | (15–17, 11–20, 10–30, 18–14) Jegyzőkönyv |           |                       | Park&Suites Arena, Montpellier Nézőszám: 10 212 Játékvezetők: Matej Boltauzer (SLO), Apostolos Kalpakas (SWE), Jurgis Laurinavičius (LTU) |
| 2015. szeptember 6. 21:00 | Kikanović, Stipanović 10                 | Pont      | De Colo, Lauvergne 12 | Park&Suites Arena, Montpellier Nézőszám: 10 212 Játékvezetők: Matej Boltauzer (SLO), Apostolos Kalpakas (SWE), Jurgis Laurinavičius (LTU) |
| 2015. szeptember 6. 21:00 | Albijanić 6                              | Lepattanó | De Colo, Lauvergne 7  | Park&Suites Arena, Montpellier Nézőszám: 10 212 Játékvezetők: Matej Boltauzer (SLO), Apostolos Kalpakas (SWE), Jurgis Laurinavičius (LTU) |
| 2015. szeptember 6. 21:00 | Šutalo 4                                 | Gólpassz  | Diaw 6                | Park&Suites Arena, Montpellier Nézőszám: 10 212 Játékvezetők: Matej Boltauzer (SLO), Apostolos Kalpakas (SWE), Jurgis Laurinavičius (LTU) |

| 2015. szeptember 7. 15:00 | Finnország                               | 81–79     | Oroszország              | Park&Suites Arena, Montpellier Játékvezetők: Matej Boltauzer (SLO), Igor Dragojević (MNE), Jurgis Laurinavičius (LTU) |
| 2015. szeptember 7. 15:00 | (16–20, 20–18, 27–26, 18–15) Jegyzőkönyv |           |                          | Park&Suites Arena, Montpellier Játékvezetők: Matej Boltauzer (SLO), Igor Dragojević (MNE), Jurgis Laurinavičius (LTU) |
| 2015. szeptember 7. 15:00 | Murphy 19                                | Pont      | Fridzon 22               | Park&Suites Arena, Montpellier Játékvezetők: Matej Boltauzer (SLO), Igor Dragojević (MNE), Jurgis Laurinavičius (LTU) |
| 2015. szeptember 7. 15:00 | Kotti, Murphy 7                          | Lepattanó | Vorontsevich 11          | Park&Suites Arena, Montpellier Játékvezetők: Matej Boltauzer (SLO), Igor Dragojević (MNE), Jurgis Laurinavičius (LTU) |
| 2015. szeptember 7. 15:00 | Koponen 6                                | Gólpassz  | Khvostov, Vorontsevich 5 | Park&Suites Arena, Montpellier Játékvezetők: Matej Boltauzer (SLO), Igor Dragojević (MNE), Jurgis Laurinavičius (LTU) |

| 2015. szeptember 7. 17:30 | Izrael                                         | 84–86 (h. u.) | Bosznia-Hercegovina | Park&Suites Arena, Montpellier Nézőszám: 6288 Játékvezetők: Fernando Rocha (POR), Oļegs Latiševs (LAT), Anthonie Sinterniklaas (NED) |
| 2015. szeptember 7. 17:30 | (29–16, 16–19, 15–25, 15–15, 9–11) Jegyzőkönyv |               |                     | Park&Suites Arena, Montpellier Nézőszám: 6288 Játékvezetők: Fernando Rocha (POR), Oļegs Latiševs (LAT), Anthonie Sinterniklaas (NED) |
| 2015. szeptember 7. 17:30 | Casspi 29                                      | Pont          | Gordić 22           | Park&Suites Arena, Montpellier Nézőszám: 6288 Játékvezetők: Fernando Rocha (POR), Oļegs Latiševs (LAT), Anthonie Sinterniklaas (NED) |
| 2015. szeptember 7. 17:30 | Fischer 8                                      | Lepattanó     | Stipanović 18       | Park&Suites Arena, Montpellier Nézőszám: 6288 Játékvezetők: Fernando Rocha (POR), Oļegs Latiševs (LAT), Anthonie Sinterniklaas (NED) |
| 2015. szeptember 7. 17:30 | Mekel 7                                        | Gólpassz      | Renfroe 8           | Park&Suites Arena, Montpellier Nézőszám: 6288 Játékvezetők: Fernando Rocha (POR), Oļegs Latiševs (LAT), Anthonie Sinterniklaas (NED) |

| 2015. szeptember 7. 21:00 | Franciaország                            | 69–66     | Lengyelország         | Park&Suites Arena, Montpellier Nézőszám: 10 016 Játékvezetők: Spyridon Gontas (GRE), Siniša Herceg (CRO), Renaud Geller (BEL) |
| 2015. szeptember 7. 21:00 | (14–14, 16–12, 22–21, 17–19) Jegyzőkönyv |           |                       | Park&Suites Arena, Montpellier Nézőszám: 10 016 Játékvezetők: Spyridon Gontas (GRE), Siniša Herceg (CRO), Renaud Geller (BEL) |
| 2015. szeptember 7. 21:00 | Parker 16                                | Pont      | Waczyński 18          | Park&Suites Arena, Montpellier Nézőszám: 10 016 Játékvezetők: Spyridon Gontas (GRE), Siniša Herceg (CRO), Renaud Geller (BEL) |
| 2015. szeptember 7. 21:00 | De Colo 8                                | Lepattanó | Gortat 11             | Park&Suites Arena, Montpellier Nézőszám: 10 016 Játékvezetők: Spyridon Gontas (GRE), Siniša Herceg (CRO), Renaud Geller (BEL) |
| 2015. szeptember 7. 21:00 | Diaw 5                                   | Gólpassz  | Koszarek, Slaughter 3 | Park&Suites Arena, Montpellier Nézőszám: 10 016 Játékvezetők: Spyridon Gontas (GRE), Siniša Herceg (CRO), Renaud Geller (BEL) |

| 2015. szeptember 9. 15:00 | Bosznia-Hercegovina                      | 59–88     | Finnország | Park&Suites Arena, Montpellier Játékvezetők: Oļegs Latiševs (LAT), Siniša Herceg (CRO), Anthonie Sinterniklaas (NED) |
| 2015. szeptember 9. 15:00 | (12–19, 15–22, 15–31, 17–16) Jegyzőkönyv |           |            | Park&Suites Arena, Montpellier Játékvezetők: Oļegs Latiševs (LAT), Siniša Herceg (CRO), Anthonie Sinterniklaas (NED) |
| 2015. szeptember 9. 15:00 | Albijanić 14                             | Pont      | Wilson 16  | Park&Suites Arena, Montpellier Játékvezetők: Oļegs Latiševs (LAT), Siniša Herceg (CRO), Anthonie Sinterniklaas (NED) |
| 2015. szeptember 9. 15:00 | Kikanović, Stipanović 5                  | Lepattanó | Nuutinen 8 | Park&Suites Arena, Montpellier Játékvezetők: Oļegs Latiševs (LAT), Siniša Herceg (CRO), Anthonie Sinterniklaas (NED) |
| 2015. szeptember 9. 15:00 | Renfroe 6                                | Gólpassz  | Koponen 6  | Park&Suites Arena, Montpellier Játékvezetők: Oļegs Latiševs (LAT), Siniša Herceg (CRO), Anthonie Sinterniklaas (NED) |

| 2015. szeptember 9. 17:30 | Lengyelország                           | 73–75     | Izrael           | Park&Suites Arena, Montpellier Játékvezetők: Matej Boltauzer (SLO), Spyridon Gontas (GRE), Igor Dragojević (MNE) |
| 2015. szeptember 9. 17:30 | (24–22, 8–13, 18–16, 23–24) Jegyzőkönyv |           |                  | Park&Suites Arena, Montpellier Játékvezetők: Matej Boltauzer (SLO), Spyridon Gontas (GRE), Igor Dragojević (MNE) |
| 2015. szeptember 9. 17:30 | Kulig, Waczyński 13                     | Pont      | Casspi 35        | Park&Suites Arena, Montpellier Játékvezetők: Matej Boltauzer (SLO), Spyridon Gontas (GRE), Igor Dragojević (MNE) |
| 2015. szeptember 9. 17:30 | Gortat 8                                | Lepattanó | Fischer 8        | Park&Suites Arena, Montpellier Játékvezetők: Matej Boltauzer (SLO), Spyridon Gontas (GRE), Igor Dragojević (MNE) |
| 2015. szeptember 9. 17:30 | Ponitka 6                               | Gólpassz  | Limonad, Mekel 5 | Park&Suites Arena, Montpellier Játékvezetők: Matej Boltauzer (SLO), Spyridon Gontas (GRE), Igor Dragojević (MNE) |

| 2015. szeptember 9. 21:00 | Oroszország                              | 67–74     | Franciaország | Park&Suites Arena, Montpellier Nézőszám: 10 564 Játékvezetők: Fernando Rocha (POR), Jurgis Laurinavičius (LTU), Apostolos Kalpakas (SWE) |
| 2015. szeptember 9. 21:00 | (24–16, 12–18, 16–19, 15–21) Jegyzőkönyv |           |               | Park&Suites Arena, Montpellier Nézőszám: 10 564 Játékvezetők: Fernando Rocha (POR), Jurgis Laurinavičius (LTU), Apostolos Kalpakas (SWE) |
| 2015. szeptember 9. 21:00 | Fridzon 20                               | Pont      | De Colo 13    | Park&Suites Arena, Montpellier Nézőszám: 10 564 Játékvezetők: Fernando Rocha (POR), Jurgis Laurinavičius (LTU), Apostolos Kalpakas (SWE) |
| 2015. szeptember 9. 21:00 | Vorontsevich 9                           | Lepattanó | Gobert 10     | Park&Suites Arena, Montpellier Nézőszám: 10 564 Játékvezetők: Fernando Rocha (POR), Jurgis Laurinavičius (LTU), Apostolos Kalpakas (SWE) |
| 2015. szeptember 9. 21:00 | Khvostov 10                              | Gólpassz  | Parker 4      | Park&Suites Arena, Montpellier Nézőszám: 10 564 Játékvezetők: Fernando Rocha (POR), Jurgis Laurinavičius (LTU), Apostolos Kalpakas (SWE) |

| 2015. szeptember 10. 15:00 | Finnország                               | 65–78     | Lengyelország | Park&Suites Arena, Montpellier Játékvezetők: Fernando Rocha (POR), Jurgis Laurinavičius (LTU), Renaud Geller (BEL) |
| 2015. szeptember 10. 15:00 | (20–23, 21–19, 11–16, 13–10) Jegyzőkönyv |           |               | Park&Suites Arena, Montpellier Játékvezetők: Fernando Rocha (POR), Jurgis Laurinavičius (LTU), Renaud Geller (BEL) |
| 2015. szeptember 10. 15:00 | Huff 17                                  | Pont      | Waczyński 17  | Park&Suites Arena, Montpellier Játékvezetők: Fernando Rocha (POR), Jurgis Laurinavičius (LTU), Renaud Geller (BEL) |
| 2015. szeptember 10. 15:00 | Nuutinen 8                               | Lepattanó | Ponitka 6     | Park&Suites Arena, Montpellier Játékvezetők: Fernando Rocha (POR), Jurgis Laurinavičius (LTU), Renaud Geller (BEL) |
| 2015. szeptember 10. 15:00 | Koponen 8                                | Gólpassz  | Slaughter 8   | Park&Suites Arena, Montpellier Játékvezetők: Fernando Rocha (POR), Jurgis Laurinavičius (LTU), Renaud Geller (BEL) |

| 2015. szeptember 10. 17:30 | Bosznia-Hercegovina                     | 61–81     | Oroszország            | Park&Suites Arena, Montpellier Nézőszám: 6519 Játékvezetők: Matej Boltauzer (SLO), Spyridon Gontas (GRE), Apostolos Kalpakas (SWE) |
| 2015. szeptember 10. 17:30 | (22–12, 9–19, 19–24, 11–26) Jegyzőkönyv |           |                        | Park&Suites Arena, Montpellier Nézőszám: 6519 Játékvezetők: Matej Boltauzer (SLO), Spyridon Gontas (GRE), Apostolos Kalpakas (SWE) |
| 2015. szeptember 10. 17:30 | Stipanović 22                           | Pont      | Zubkov 17              | Park&Suites Arena, Montpellier Nézőszám: 6519 Játékvezetők: Matej Boltauzer (SLO), Spyridon Gontas (GRE), Apostolos Kalpakas (SWE) |
| 2015. szeptember 10. 17:30 | három játékos 6                         | Lepattanó | Vorontsevich, Zubkov 7 | Park&Suites Arena, Montpellier Nézőszám: 6519 Játékvezetők: Matej Boltauzer (SLO), Spyridon Gontas (GRE), Apostolos Kalpakas (SWE) |
| 2015. szeptember 10. 17:30 | Buza, Gordić 5                          | Gólpassz  | Khvostov 5             | Park&Suites Arena, Montpellier Nézőszám: 6519 Játékvezetők: Matej Boltauzer (SLO), Spyridon Gontas (GRE), Apostolos Kalpakas (SWE) |

| 2015. szeptember 10. 21:00 | Izrael                                   | 61–85     | Franciaország     | Park&Suites Arena, Montpellier Nézőszám: 9755 Játékvezetők: Oļegs Latiševs (LAT), Siniša Herceg (CRO), Igor Dragojević (MNE) |
| 2015. szeptember 10. 21:00 | (10–22, 17–16, 21–24, 13–24) Jegyzőkönyv |           |                   | Park&Suites Arena, Montpellier Nézőszám: 9755 Játékvezetők: Oļegs Latiševs (LAT), Siniša Herceg (CRO), Igor Dragojević (MNE) |
| 2015. szeptember 10. 21:00 | Limonad 13                               | Pont      | Gobert 15         | Park&Suites Arena, Montpellier Nézőszám: 9755 Játékvezetők: Oļegs Latiševs (LAT), Siniša Herceg (CRO), Igor Dragojević (MNE) |
| 2015. szeptember 10. 21:00 | Kadir 9                                  | Lepattanó | Gobert 10         | Park&Suites Arena, Montpellier Nézőszám: 9755 Játékvezetők: Oļegs Latiševs (LAT), Siniša Herceg (CRO), Igor Dragojević (MNE) |
| 2015. szeptember 10. 21:00 | három játékos 4                          | Gólpassz  | De Colo, Parker 4 | Park&Suites Arena, Montpellier Nézőszám: 9755 Játékvezetők: Oļegs Latiševs (LAT), Siniša Herceg (CRO), Igor Dragojević (MNE) |

### B csoport
| Csapat        | M | Gy | V | P+  | P–  | Gk  | P  |
| ------------- | - | -- | - | --- | --- | --- | -- |
| Szerbia       | 5 | 5  | 0 | 433 | 354 | +79 | 10 |
| Spanyolország | 5 | 3  | 2 | 448 | 411 | +37 | 8  |
| Olaszország   | 5 | 3  | 2 | 434 | 434 | +0  | 8  |
| Törökország   | 5 | 3  | 2 | 429 | 459 | −30 | 8  |
| Németország   | 5 | 1  | 4 | 370 | 379 | −9  | 6  |
| Izland        | 5 | 0  | 5 | 368 | 445 | −77 | 5  |

| 2015. szeptember 5. 15:00 | Németország                              | 71–65     | Izland        | O2 World, Berlin Nézőszám: 12 500 Játékvezetők: Sreten Radović (CRO), Aare Halliko (EST), Miloš Koljenšić (MNE) |
| 2015. szeptember 5. 15:00 | (20–14, 21–12, 18–17, 12–22) Jegyzőkönyv |           |               | O2 World, Berlin Nézőszám: 12 500 Játékvezetők: Sreten Radović (CRO), Aare Halliko (EST), Miloš Koljenšić (MNE) |
| 2015. szeptember 5. 15:00 | Nowitzki, Schröder 15                    | Pont      | Stefánsson 23 | O2 World, Berlin Nézőszám: 12 500 Játékvezetők: Sreten Radović (CRO), Aare Halliko (EST), Miloš Koljenšić (MNE) |
| 2015. szeptember 5. 15:00 | Nowitzki, Zipser 7                       | Lepattanó | Bæringsson 8  | O2 World, Berlin Nézőszám: 12 500 Játékvezetők: Sreten Radović (CRO), Aare Halliko (EST), Miloš Koljenšić (MNE) |
| 2015. szeptember 5. 15:00 | Schröder 4                               | Gólpassz  | Stefánsson 5  | O2 World, Berlin Nézőszám: 12 500 Játékvezetők: Sreten Radović (CRO), Aare Halliko (EST), Miloš Koljenšić (MNE) |

| 2015. szeptember 5. 18:00 | Spanyolország                            | 70–80     | Szerbia      | O2 World, Berlin Nézőszám: 9750 Játékvezetők: Christos Christodoulou (GRE), Sergiy Zashchuk (UKR), Robert Vyklický (CZE) |
| 2015. szeptember 5. 18:00 | (21–11, 15–23, 16–28, 18–18) Jegyzőkönyv |           |              | O2 World, Berlin Nézőszám: 9750 Játékvezetők: Christos Christodoulou (GRE), Sergiy Zashchuk (UKR), Robert Vyklický (CZE) |
| 2015. szeptember 5. 18:00 | P. Gasol 16                              | Pont      | Bjelica 24   | O2 World, Berlin Nézőszám: 9750 Játékvezetők: Christos Christodoulou (GRE), Sergiy Zashchuk (UKR), Robert Vyklický (CZE) |
| 2015. szeptember 5. 18:00 | Mirotic 10                               | Lepattanó | Bjelica 10   | O2 World, Berlin Nézőszám: 9750 Játékvezetők: Christos Christodoulou (GRE), Sergiy Zashchuk (UKR), Robert Vyklický (CZE) |
| 2015. szeptember 5. 18:00 | Llull 6                                  | Gólpassz  | Bogdanović 5 | O2 World, Berlin Nézőszám: 9750 Játékvezetők: Christos Christodoulou (GRE), Sergiy Zashchuk (UKR), Robert Vyklický (CZE) |

| 2015. szeptember 5. 21:00 | Olaszország                              | 87–89     | Törökország       | O2 World, Berlin Nézőszám: 10 760 Játékvezetők: Borys Ryzhyk (UKR), Sašo Petek (SLO), Tomas Jasevičius (LTU) |
| 2015. szeptember 5. 21:00 | (13–26, 29–25, 19–15, 26–23) Jegyzőkönyv |           |                   | O2 World, Berlin Nézőszám: 10 760 Játékvezetők: Borys Ryzhyk (UKR), Sašo Petek (SLO), Tomas Jasevičius (LTU) |
| 2015. szeptember 5. 21:00 | Gallinari 33                             | Pont      | Erden 22          | O2 World, Berlin Nézőszám: 10 760 Játékvezetők: Borys Ryzhyk (UKR), Sašo Petek (SLO), Tomas Jasevičius (LTU) |
| 2015. szeptember 5. 21:00 | három játékos 5                          | Lepattanó | Erden 8           | O2 World, Berlin Nézőszám: 10 760 Játékvezetők: Borys Ryzhyk (UKR), Sašo Petek (SLO), Tomas Jasevičius (LTU) |
| 2015. szeptember 5. 21:00 | Gentile 5                                | Gólpassz  | Muhammed, Güler 9 | O2 World, Berlin Nézőszám: 10 760 Játékvezetők: Borys Ryzhyk (UKR), Sašo Petek (SLO), Tomas Jasevičius (LTU) |

| 2015. szeptember 6. 15:00 | Szerbia                                  | 68–66     | Németország        | O2 World, Berlin Nézőszám: 13 050 Játékvezetők: Borys Ryzhyk (UKR), Aare Halliko (EST), Tomas Jasevičius (LTU) |
| 2015. szeptember 6. 15:00 | (19–18, 20–20, 11–10, 18–18) Jegyzőkönyv |           |                    | O2 World, Berlin Nézőszám: 13 050 Játékvezetők: Borys Ryzhyk (UKR), Aare Halliko (EST), Tomas Jasevičius (LTU) |
| 2015. szeptember 6. 15:00 | Bjelica 12                               | Pont      | Nowitzki, Pleiß 15 | O2 World, Berlin Nézőszám: 13 050 Játékvezetők: Borys Ryzhyk (UKR), Aare Halliko (EST), Tomas Jasevičius (LTU) |
| 2015. szeptember 6. 15:00 | Kuzmić, Nedović 7                        | Lepattanó | Nowitzki 10        | O2 World, Berlin Nézőszám: 13 050 Játékvezetők: Borys Ryzhyk (UKR), Aare Halliko (EST), Tomas Jasevičius (LTU) |
| 2015. szeptember 6. 15:00 | Bogdanović, Teodosić 4                   | Gólpassz  | Schröder 6         | O2 World, Berlin Nézőszám: 13 050 Játékvezetők: Borys Ryzhyk (UKR), Aare Halliko (EST), Tomas Jasevičius (LTU) |

| 2015. szeptember 6. 18:00 | Izland                                   | 64–71     | Olaszország  | O2 World, Berlin Nézőszám: 4100 Játékvezetők: Christos Christodoulou (GRE), Sergiy Zashchuk (UKR), Igor Mitrovski (MKD) |
| 2015. szeptember 6. 18:00 | (21–22, 16–19, 11–11, 16–19) Jegyzőkönyv |           |              | O2 World, Berlin Nézőszám: 4100 Játékvezetők: Christos Christodoulou (GRE), Sergiy Zashchuk (UKR), Igor Mitrovski (MKD) |
| 2015. szeptember 6. 18:00 | Pálsson 17                               | Pont      | Gentile 21   | O2 World, Berlin Nézőszám: 4100 Játékvezetők: Christos Christodoulou (GRE), Sergiy Zashchuk (UKR), Igor Mitrovski (MKD) |
| 2015. szeptember 6. 18:00 | Bæringsson 7                             | Lepattanó | Gallinari 10 | O2 World, Berlin Nézőszám: 4100 Játékvezetők: Christos Christodoulou (GRE), Sergiy Zashchuk (UKR), Igor Mitrovski (MKD) |
| 2015. szeptember 6. 18:00 | Stefánsson 6                             | Gólpassz  | Gentile 4    | O2 World, Berlin Nézőszám: 4100 Játékvezetők: Christos Christodoulou (GRE), Sergiy Zashchuk (UKR), Igor Mitrovski (MKD) |

| 2015. szeptember 6. 21:00 | Törökország                              | 77–104    | Spanyolország      | O2 World, Berlin Nézőszám: 6750 Játékvezetők: Sreten Radović (CRO), Sašo Petek (SLO), Miloš Koljenšić (MNE) |
| 2015. szeptember 6. 21:00 | (18–24, 20–30, 18–27, 21–23) Jegyzőkönyv |           |                    | O2 World, Berlin Nézőszám: 6750 Játékvezetők: Sreten Radović (CRO), Sašo Petek (SLO), Miloš Koljenšić (MNE) |
| 2015. szeptember 6. 21:00 | İlyasova 15                              | Pont      | P. Gasol 21        | O2 World, Berlin Nézőszám: 6750 Játékvezetők: Sreten Radović (CRO), Sašo Petek (SLO), Miloš Koljenšić (MNE) |
| 2015. szeptember 6. 21:00 | Osman, Savaş 4                           | Lepattanó | P. Gasol 7         | O2 World, Berlin Nézőszám: 6750 Játékvezetők: Sreten Radović (CRO), Sašo Petek (SLO), Miloš Koljenšić (MNE) |
| 2015. szeptember 6. 21:00 | három játékos 2                          | Gólpassz  | Llull, Rodríguez 5 | O2 World, Berlin Nézőszám: 6750 Játékvezetők: Sreten Radović (CRO), Sašo Petek (SLO), Miloš Koljenšić (MNE) |

| 2015. szeptember 8. 14:30 | Szerbia                                  | 93–64     | Izland                | O2 World, Berlin Nézőszám: 2800 Játékvezetők: Sreten Radović (CRO), Robert Vyklický (CZE), Igor Mitrovski (MKD) |
| 2015. szeptember 8. 14:30 | (24–16, 18–16, 25–16, 26–16) Jegyzőkönyv |           |                       | O2 World, Berlin Nézőszám: 2800 Játékvezetők: Sreten Radović (CRO), Robert Vyklický (CZE), Igor Mitrovski (MKD) |
| 2015. szeptember 8. 14:30 | Nedović 15                               | Pont      | Gunnarsson 18         | O2 World, Berlin Nézőszám: 2800 Játékvezetők: Sreten Radović (CRO), Robert Vyklický (CZE), Igor Mitrovski (MKD) |
| 2015. szeptember 8. 14:30 | Bogdanović 7                             | Lepattanó | Sigurðarson 6         | O2 World, Berlin Nézőszám: 2800 Játékvezetők: Sreten Radović (CRO), Robert Vyklický (CZE), Igor Mitrovski (MKD) |
| 2015. szeptember 8. 14:30 | Bogdanović, Teodosić 6                   | Gólpassz  | Pálsson, Stefánsson 4 | O2 World, Berlin Nézőszám: 2800 Játékvezetők: Sreten Radović (CRO), Robert Vyklický (CZE), Igor Mitrovski (MKD) |

| 2015. szeptember 8. 17:45 | Németország                              | 75–80     | Törökország | O2 World, Berlin Nézőszám: 13 050 Játékvezetők: Christos Christodoulou (GRE), Sergiy Zashchuk (UKR), Miloš Koljenšić (MNE) |
| 2015. szeptember 8. 17:45 | (11–31, 13–10, 19–19, 32–20) Jegyzőkönyv |           |             | O2 World, Berlin Nézőszám: 13 050 Játékvezetők: Christos Christodoulou (GRE), Sergiy Zashchuk (UKR), Miloš Koljenšić (MNE) |
| 2015. szeptember 8. 17:45 | Schröder 24                              | Pont      | Osman 17    | O2 World, Berlin Nézőszám: 13 050 Játékvezetők: Christos Christodoulou (GRE), Sergiy Zashchuk (UKR), Miloš Koljenšić (MNE) |
| 2015. szeptember 8. 17:45 | Nowitzki, Schröder 5                     | Lepattanó | Erden 9     | O2 World, Berlin Nézőszám: 13 050 Játékvezetők: Christos Christodoulou (GRE), Sergiy Zashchuk (UKR), Miloš Koljenšić (MNE) |
| 2015. szeptember 8. 17:45 | Schröder 6                               | Gólpassz  | Muhammed 5  | O2 World, Berlin Nézőszám: 13 050 Játékvezetők: Christos Christodoulou (GRE), Sergiy Zashchuk (UKR), Miloš Koljenšić (MNE) |

| 2015. szeptember 8. 21:00 | Spanyolország                            | 98–105    | Olaszország  | O2 World, Berlin Nézőszám: 4400 Játékvezetők: Borys Ryzhyk (UKR), Sašo Petek (SLO), Aare Halliko (EST) |
| 2015. szeptember 8. 21:00 | (20–19, 25–23, 18–31, 35–32) Jegyzőkönyv |           |              | O2 World, Berlin Nézőszám: 4400 Játékvezetők: Borys Ryzhyk (UKR), Sašo Petek (SLO), Aare Halliko (EST) |
| 2015. szeptember 8. 21:00 | P. Gasol 34                              | Pont      | Gallinari 27 | O2 World, Berlin Nézőszám: 4400 Játékvezetők: Borys Ryzhyk (UKR), Sašo Petek (SLO), Aare Halliko (EST) |
| 2015. szeptember 8. 21:00 | P. Gasol 10                              | Lepattanó | Gallinari 8  | O2 World, Berlin Nézőszám: 4400 Játékvezetők: Borys Ryzhyk (UKR), Sašo Petek (SLO), Aare Halliko (EST) |
| 2015. szeptember 8. 21:00 | Llull 9                                  | Gólpassz  | Belinelli 7  | O2 World, Berlin Nézőszám: 4400 Játékvezetők: Borys Ryzhyk (UKR), Sašo Petek (SLO), Aare Halliko (EST) |

| 2015. szeptember 9. 14:30 | Törökország                              | 72–91     | Szerbia             | O2 World, Berlin Nézőszám: 4400 Játékvezetők: Borys Ryzhyk (UKR), Sergiy Zashchuk (UKR), Tomas Jasevičius (LTU) |
| 2015. szeptember 9. 14:30 | (14–30, 21–23, 24–18, 13–20) Jegyzőkönyv |           |                     | O2 World, Berlin Nézőszám: 4400 Játékvezetők: Borys Ryzhyk (UKR), Sergiy Zashchuk (UKR), Tomas Jasevičius (LTU) |
| 2015. szeptember 9. 14:30 | Muhammed 16                              | Pont      | Raduljica 20        | O2 World, Berlin Nézőszám: 4400 Játékvezetők: Borys Ryzhyk (UKR), Sergiy Zashchuk (UKR), Tomas Jasevičius (LTU) |
| 2015. szeptember 9. 14:30 | Osman 9                                  | Lepattanó | Kuzmić, Raduljica 6 | O2 World, Berlin Nézőszám: 4400 Játékvezetők: Borys Ryzhyk (UKR), Sergiy Zashchuk (UKR), Tomas Jasevičius (LTU) |
| 2015. szeptember 9. 14:30 | Güler 6                                  | Gólpassz  | Teodosić 13         | O2 World, Berlin Nézőszám: 4400 Játékvezetők: Borys Ryzhyk (UKR), Sergiy Zashchuk (UKR), Tomas Jasevičius (LTU) |

| 2015. szeptember 9. 17:45 | Olaszország                                    | 89–82 (h. u.) | Németország | O2 World, Berlin Nézőszám: 13 050 Játékvezetők: Christos Christodoulou (GRE), Sreten Radović (CRO), Miloš Koljenšić (MNE) |
| 2015. szeptember 9. 17:45 | (17–22, 25–20, 12–18, 22–17, 13–6) Jegyzőkönyv |               |             | O2 World, Berlin Nézőszám: 13 050 Játékvezetők: Christos Christodoulou (GRE), Sreten Radović (CRO), Miloš Koljenšić (MNE) |
| 2015. szeptember 9. 17:45 | Gallinari 25                                   | Pont          | Schröder 29 | O2 World, Berlin Nézőszám: 13 050 Játékvezetők: Christos Christodoulou (GRE), Sreten Radović (CRO), Miloš Koljenšić (MNE) |
| 2015. szeptember 9. 17:45 | Gallinari, Aradori 9                           | Lepattanó     | Nowitzki 10 | O2 World, Berlin Nézőszám: 13 050 Játékvezetők: Christos Christodoulou (GRE), Sreten Radović (CRO), Miloš Koljenšić (MNE) |
| 2015. szeptember 9. 17:45 | Gentile, Hackett 4                             | Gólpassz      | Schröder 7  | O2 World, Berlin Nézőszám: 13 050 Játékvezetők: Christos Christodoulou (GRE), Sreten Radović (CRO), Miloš Koljenšić (MNE) |

| 2015. szeptember 9. 21:00 | Izland                                   | 73–99     | Spanyolország             | O2 World, Berlin Nézőszám: 4000 Játékvezetők: Sašo Petek (SLO), Robert Vyklicky (CZE), Igor Mitrovski (MKD) |
| 2015. szeptember 9. 21:00 | (16–20, 20–21, 19–33, 18–25) Jegyzőkönyv |           |                           | O2 World, Berlin Nézőszám: 4000 Játékvezetők: Sašo Petek (SLO), Robert Vyklicky (CZE), Igor Mitrovski (MKD) |
| 2015. szeptember 9. 21:00 | Stefánsson 17                            | Pont      | Mirotić 22                | O2 World, Berlin Nézőszám: 4000 Játékvezetők: Sašo Petek (SLO), Robert Vyklicky (CZE), Igor Mitrovski (MKD) |
| 2015. szeptember 9. 21:00 | Bæringsson 8                             | Lepattanó | P. Gasol 7                | O2 World, Berlin Nézőszám: 4000 Játékvezetők: Sašo Petek (SLO), Robert Vyklicky (CZE), Igor Mitrovski (MKD) |
| 2015. szeptember 9. 21:00 | Stefánsson 6                             | Gólpassz  | Rodriguez, San Emeterio 6 | O2 World, Berlin Nézőszám: 4000 Játékvezetők: Sašo Petek (SLO), Robert Vyklicky (CZE), Igor Mitrovski (MKD) |

| 2015. szeptember 10. 14:30 | Szerbia                                  | 101–82    | Olaszország | O2 World, Berlin Nézőszám: 4185 Játékvezetők: Christos Christodoulou (GRE), Sergiy Zashchuk (UKR), Sašo Petek (SLO) |
| 2015. szeptember 10. 14:30 | (25–19, 23–21, 26–19, 27–23) Jegyzőkönyv |           |             | O2 World, Berlin Nézőszám: 4185 Játékvezetők: Christos Christodoulou (GRE), Sergiy Zashchuk (UKR), Sašo Petek (SLO) |
| 2015. szeptember 10. 14:30 | Teodosić 26                              | Pont      | Gentile 19  | O2 World, Berlin Nézőszám: 4185 Játékvezetők: Christos Christodoulou (GRE), Sergiy Zashchuk (UKR), Sašo Petek (SLO) |
| 2015. szeptember 10. 14:30 | Bjelica 8                                | Lepattanó | Aradori 6   | O2 World, Berlin Nézőszám: 4185 Játékvezetők: Christos Christodoulou (GRE), Sergiy Zashchuk (UKR), Sašo Petek (SLO) |
| 2015. szeptember 10. 14:30 | Teodosić 8                               | Gólpassz  | Gentile 6   | O2 World, Berlin Nézőszám: 4185 Játékvezetők: Christos Christodoulou (GRE), Sergiy Zashchuk (UKR), Sašo Petek (SLO) |

| 2015. szeptember 10. 17:45 | Németország                              | 76–77     | Spanyolország | O2 World, Berlin Nézőszám: 13 050 Játékvezetők: Sreten Radović (CRO), Borys Ryzhyk (UKR), Miloš Koljenšić (MNE) |
| 2015. szeptember 10. 17:45 | (20–18, 18–23, 10–19, 28–17) Jegyzőkönyv |           |               | O2 World, Berlin Nézőszám: 13 050 Játékvezetők: Sreten Radović (CRO), Borys Ryzhyk (UKR), Miloš Koljenšić (MNE) |
| 2015. szeptember 10. 17:45 | Schröder 26                              | Pont      | Rodríguez 19  | O2 World, Berlin Nézőszám: 13 050 Játékvezetők: Sreten Radović (CRO), Borys Ryzhyk (UKR), Miloš Koljenšić (MNE) |
| 2015. szeptember 10. 17:45 | Pleiß 10                                 | Lepattanó | Gasol 11      | O2 World, Berlin Nézőszám: 13 050 Játékvezetők: Sreten Radović (CRO), Borys Ryzhyk (UKR), Miloš Koljenšić (MNE) |
| 2015. szeptember 10. 17:45 | Schröder 7                               | Gólpassz  | Gasol 6       | O2 World, Berlin Nézőszám: 13 050 Játékvezetők: Sreten Radović (CRO), Borys Ryzhyk (UKR), Miloš Koljenšić (MNE) |

| 2015. szeptember 10. 21:00 | Törökország                                     | 111–102 (h. u.) | Izland         | O2 World, Berlin Nézőszám: 3850 Játékvezetők: Robert Vyklický (CZE), Tomas Jasevičius (LTU), Aare Halliko (EST) |
| 2015. szeptember 10. 21:00 | (29–22, 18–25, 27–20, 17–24, 20–11) Jegyzőkönyv |                 |                | O2 World, Berlin Nézőszám: 3850 Játékvezetők: Robert Vyklický (CZE), Tomas Jasevičius (LTU), Aare Halliko (EST) |
| 2015. szeptember 10. 21:00 | Muhammed 28                                     | Pont            | Sigurðarson 22 | O2 World, Berlin Nézőszám: 3850 Játékvezetők: Robert Vyklický (CZE), Tomas Jasevičius (LTU), Aare Halliko (EST) |
| 2015. szeptember 10. 21:00 | Muhammed 12                                     | Lepattanó       | Bæringsson 8   | O2 World, Berlin Nézőszám: 3850 Játékvezetők: Robert Vyklický (CZE), Tomas Jasevičius (LTU), Aare Halliko (EST) |
| 2015. szeptember 10. 21:00 | İlyasova, Osman 6                               | Gólpassz        | Stefánsson 8   | O2 World, Berlin Nézőszám: 3850 Játékvezetők: Robert Vyklický (CZE), Tomas Jasevičius (LTU), Aare Halliko (EST) |

### C csoport
| Csapat       | M | Gy | V | P+  | P–  | Gk  | P  |
| ------------ | - | -- | - | --- | --- | --- | -- |
| Görögország  | 5 | 5  | 0 | 387 | 340 | +47 | 10 |
| Horvátország | 5 | 3  | 2 | 359 | 343 | +16 | 8  |
| Szlovénia    | 5 | 3  | 2 | 367 | 356 | +11 | 8  |
| Grúzia       | 5 | 2  | 3 | 369 | 364 | +5  | 7  |
| Macedónia    | 5 | 1  | 4 | 324 | 381 | −57 | 6  |
| Hollandia    | 5 | 1  | 4 | 355 | 377 | −22 | 6  |

| 2015. szeptember 5. 15:00 | Grúzia                                  | 72–73     | Hollandia     | Arena Zagreb, Zágráb Nézőszám: 2391 Játékvezetők: Benjamin Jiménez (ESP), Gentian Cici (ALB), Zafer Yılmaz (TUR) |
| 2015. szeptember 5. 15:00 | (17–17, 9–19, 22–22, 24–15) Jegyzőkönyv |           |               | Arena Zagreb, Zágráb Nézőszám: 2391 Játékvezetők: Benjamin Jiménez (ESP), Gentian Cici (ALB), Zafer Yılmaz (TUR) |
| 2015. szeptember 5. 15:00 | Pachulia, Shengelia 16                  | Pont      | Kloof 22      | Arena Zagreb, Zágráb Nézőszám: 2391 Játékvezetők: Benjamin Jiménez (ESP), Gentian Cici (ALB), Zafer Yılmaz (TUR) |
| 2015. szeptember 5. 15:00 | Sanikidze 9                             | Lepattanó | W. de Jong 6  | Arena Zagreb, Zágráb Nézőszám: 2391 Játékvezetők: Benjamin Jiménez (ESP), Gentian Cici (ALB), Zafer Yılmaz (TUR) |
| 2015. szeptember 5. 15:00 | Shengelia 5                             | Gólpassz  | Schaftenaar 4 | Arena Zagreb, Zágráb Nézőszám: 2391 Játékvezetők: Benjamin Jiménez (ESP), Gentian Cici (ALB), Zafer Yılmaz (TUR) |

| 2015. szeptember 5. 18:00 | Macedónia                                | 65–85     | Görögország  | Arena Zagreb, Zágráb Nézőszám: 2500 Játékvezetők: Robert Lottermoser (GER), Sérgio Silva (POR), Ilya Putenko (RUS) |
| 2015. szeptember 5. 18:00 | (16–23, 15–15, 19–21, 15–26) Jegyzőkönyv |           |              | Arena Zagreb, Zágráb Nézőszám: 2500 Játékvezetők: Robert Lottermoser (GER), Sérgio Silva (POR), Ilya Putenko (RUS) |
| 2015. szeptember 5. 18:00 | Kostoski 20                              | Pont      | Printezis 18 | Arena Zagreb, Zágráb Nézőszám: 2500 Játékvezetők: Robert Lottermoser (GER), Sérgio Silva (POR), Ilya Putenko (RUS) |
| 2015. szeptember 5. 18:00 | Samardžiski 6                            | Lepattanó | Koufos 11    | Arena Zagreb, Zágráb Nézőszám: 2500 Játékvezetők: Robert Lottermoser (GER), Sérgio Silva (POR), Ilya Putenko (RUS) |
| 2015. szeptember 5. 18:00 | Samardžiski, Simonovski 3                | Gólpassz  | Calathes 8   | Arena Zagreb, Zágráb Nézőszám: 2500 Játékvezetők: Robert Lottermoser (GER), Sérgio Silva (POR), Ilya Putenko (RUS) |

| 2015. szeptember 5. 21:00 | Horvátország                             | 80–73     | Szlovénia            | Arena Zagreb, Zágráb Nézőszám: 11 730 Játékvezetők: Luigi Lamonica (ITA), Jakub Zamojski (POL), Jean-Charles Collin (FRA) |
| 2015. szeptember 5. 21:00 | (17–23, 27–15, 21–16, 15–19) Jegyzőkönyv |           |                      | Arena Zagreb, Zágráb Nézőszám: 11 730 Játékvezetők: Luigi Lamonica (ITA), Jakub Zamojski (POL), Jean-Charles Collin (FRA) |
| 2015. szeptember 5. 21:00 | Simon 20                                 | Pont      | Dragić 14            | Arena Zagreb, Zágráb Nézőszám: 11 730 Játékvezetők: Luigi Lamonica (ITA), Jakub Zamojski (POL), Jean-Charles Collin (FRA) |
| 2015. szeptember 5. 21:00 | Šarić 7                                  | Lepattanó | Blažič 6             | Arena Zagreb, Zágráb Nézőszám: 11 730 Játékvezetők: Luigi Lamonica (ITA), Jakub Zamojski (POL), Jean-Charles Collin (FRA) |
| 2015. szeptember 5. 21:00 | Ukić 4                                   | Gólpassz  | Klobučar, Prepelič 4 | Arena Zagreb, Zágráb Nézőszám: 11 730 Játékvezetők: Luigi Lamonica (ITA), Jakub Zamojski (POL), Jean-Charles Collin (FRA) |

| 2015. szeptember 6. 15:00 | Hollandia                                | 71–78     | Macedónia   | Arena Zagreb, Zágráb Nézőszám: 1170 Játékvezetők: Luigi Lamonica (ITA), Zafer Yılmaz (TUR), Jean-Charles Collin (FRA) |
| 2015. szeptember 6. 15:00 | (20–19, 11–24, 18–13, 22–22) Jegyzőkönyv |           |             | Arena Zagreb, Zágráb Nézőszám: 1170 Játékvezetők: Luigi Lamonica (ITA), Zafer Yılmaz (TUR), Jean-Charles Collin (FRA) |
| 2015. szeptember 6. 15:00 | N. de Jong 19                            | Pont      | Ilievski 14 | Arena Zagreb, Zágráb Nézőszám: 1170 Játékvezetők: Luigi Lamonica (ITA), Zafer Yılmaz (TUR), Jean-Charles Collin (FRA) |
| 2015. szeptember 6. 15:00 | Norel 9                                  | Lepattanó | Hendrix 7   | Arena Zagreb, Zágráb Nézőszám: 1170 Játékvezetők: Luigi Lamonica (ITA), Zafer Yılmaz (TUR), Jean-Charles Collin (FRA) |
| 2015. szeptember 6. 15:00 | Kloof, Williams 3                        | Gólpassz  | Ilievski 7  | Arena Zagreb, Zágráb Nézőszám: 1170 Játékvezetők: Luigi Lamonica (ITA), Zafer Yılmaz (TUR), Jean-Charles Collin (FRA) |

| 2015. szeptember 6. 18:00 | Szlovénia                                | 79–68     | Grúzia       | Arena Zagreb, Zágráb Nézőszám: 3892 Játékvezetők: Sérgio Silva (POR), Gentian Cici (ALB), Petri Mäntylä (FIN) |
| 2015. szeptember 6. 18:00 | (17–13, 24–13, 24–22, 14–20) Jegyzőkönyv |           |              | Arena Zagreb, Zágráb Nézőszám: 3892 Játékvezetők: Sérgio Silva (POR), Gentian Cici (ALB), Petri Mäntylä (FIN) |
| 2015. szeptember 6. 18:00 | Prepelič 21                              | Pont      | Shengelia 21 | Arena Zagreb, Zágráb Nézőszám: 3892 Játékvezetők: Sérgio Silva (POR), Gentian Cici (ALB), Petri Mäntylä (FIN) |
| 2015. szeptember 6. 18:00 | Prepelič, Slokar 5                       | Lepattanó | Shermadini 4 | Arena Zagreb, Zágráb Nézőszám: 3892 Játékvezetők: Sérgio Silva (POR), Gentian Cici (ALB), Petri Mäntylä (FIN) |
| 2015. szeptember 6. 18:00 | Omić, Prepelič 4                         | Gólpassz  | Tsintsadze 7 | Arena Zagreb, Zágráb Nézőszám: 3892 Játékvezetők: Sérgio Silva (POR), Gentian Cici (ALB), Petri Mäntylä (FIN) |

| 2015. szeptember 6. 21:00 | Görögország                              | 72–70     | Horvátország | Arena Zagreb, Zágráb Nézőszám: 12 000 Játékvezetők: Robert Lottermoser (GER), Benjamin Jiménez (ESP), Jakub Zamojski (POL) |
| 2015. szeptember 6. 21:00 | (13–18, 15–15, 23–24, 21–13) Jegyzőkönyv |           |              | Arena Zagreb, Zágráb Nézőszám: 12 000 Játékvezetők: Robert Lottermoser (GER), Benjamin Jiménez (ESP), Jakub Zamojski (POL) |
| 2015. szeptember 6. 21:00 | Spanoulis 16                             | Pont      | Simon 18     | Arena Zagreb, Zágráb Nézőszám: 12 000 Játékvezetők: Robert Lottermoser (GER), Benjamin Jiménez (ESP), Jakub Zamojski (POL) |
| 2015. szeptember 6. 21:00 | Koufos 9                                 | Lepattanó | Šarić 6      | Arena Zagreb, Zágráb Nézőszám: 12 000 Játékvezetők: Robert Lottermoser (GER), Benjamin Jiménez (ESP), Jakub Zamojski (POL) |
| 2015. szeptember 6. 21:00 | Spanoulis 6                              | Gólpassz  | Ukić 4       | Arena Zagreb, Zágráb Nézőszám: 12 000 Játékvezetők: Robert Lottermoser (GER), Benjamin Jiménez (ESP), Jakub Zamojski (POL) |

| 2015. szeptember 8. 15:00 | Szlovénia                                | 81–74     | Hollandia           | Arena Zagreb, Zágráb Nézőszám: 1841 Játékvezetők: Robert Lottermoser (GER), Jakub Zamojski (POL), Ilya Putenko (RUS) |
| 2015. szeptember 8. 15:00 | (23–15, 18–14, 16–23, 24–22) Jegyzőkönyv |           |                     | Arena Zagreb, Zágráb Nézőszám: 1841 Játékvezetők: Robert Lottermoser (GER), Jakub Zamojski (POL), Ilya Putenko (RUS) |
| 2015. szeptember 8. 15:00 | Prepelič 16                              | Pont      | Kloof 25            | Arena Zagreb, Zágráb Nézőszám: 1841 Játékvezetők: Robert Lottermoser (GER), Jakub Zamojski (POL), Ilya Putenko (RUS) |
| 2015. szeptember 8. 15:00 | Omić 7                                   | Lepattanó | Kloof, W. de Jong 6 | Arena Zagreb, Zágráb Nézőszám: 1841 Játékvezetők: Robert Lottermoser (GER), Jakub Zamojski (POL), Ilya Putenko (RUS) |
| 2015. szeptember 8. 15:00 | Prepelič 6                               | Gólpassz  | Kloof 4             | Arena Zagreb, Zágráb Nézőszám: 1841 Játékvezetők: Robert Lottermoser (GER), Jakub Zamojski (POL), Ilya Putenko (RUS) |

| 2015. szeptember 8. 18:00 | Grúzia                                  | 68–79     | Görögország | Arena Zagreb, Zágráb Nézőszám: 588 Játékvezetők: Benjamin Jiménez (ESP), Sérgio Silva (POR), Zafer Yılmaz (TUR) |
| 2015. szeptember 8. 18:00 | (15–25, 7–25, 26–11, 20–18) Jegyzőkönyv |           |             | Arena Zagreb, Zágráb Nézőszám: 588 Játékvezetők: Benjamin Jiménez (ESP), Sérgio Silva (POR), Zafer Yılmaz (TUR) |
| 2015. szeptember 8. 18:00 | Shengelia 20                            | Pont      | Calathes 19 | Arena Zagreb, Zágráb Nézőszám: 588 Játékvezetők: Benjamin Jiménez (ESP), Sérgio Silva (POR), Zafer Yılmaz (TUR) |
| 2015. szeptember 8. 18:00 | Shengelia 8                             | Lepattanó | Bourousis 5 | Arena Zagreb, Zágráb Nézőszám: 588 Játékvezetők: Benjamin Jiménez (ESP), Sérgio Silva (POR), Zafer Yılmaz (TUR) |
| 2015. szeptember 8. 18:00 | Zaza Pachulia 5                         | Gólpassz  | Calathes 8  | Arena Zagreb, Zágráb Nézőszám: 588 Játékvezetők: Benjamin Jiménez (ESP), Sérgio Silva (POR), Zafer Yılmaz (TUR) |

| 2015. szeptember 8. 21:00 | Horvátország                             | 73–55     | Macedónia       | Arena Zagreb, Zágráb Nézőszám: 9828 Játékvezetők: Luigi Lamonica (ITA), Gentian Cici (ALB), Petri Mäntylä (FIN) |
| 2015. szeptember 8. 21:00 | (15–18, 15–14, 22–10, 21–13) Jegyzőkönyv |           |                 | Arena Zagreb, Zágráb Nézőszám: 9828 Játékvezetők: Luigi Lamonica (ITA), Gentian Cici (ALB), Petri Mäntylä (FIN) |
| 2015. szeptember 8. 21:00 | Šarić 15                                 | Pont      | Samardžiski 10  | Arena Zagreb, Zágráb Nézőszám: 9828 Játékvezetők: Luigi Lamonica (ITA), Gentian Cici (ALB), Petri Mäntylä (FIN) |
| 2015. szeptember 8. 21:00 | Tomić 9                                  | Lepattanó | Hendrix 6       | Arena Zagreb, Zágráb Nézőszám: 9828 Játékvezetők: Luigi Lamonica (ITA), Gentian Cici (ALB), Petri Mäntylä (FIN) |
| 2015. szeptember 8. 21:00 | Simon 5                                  | Gólpassz  | három játékos 3 | Arena Zagreb, Zágráb Nézőszám: 9828 Játékvezetők: Luigi Lamonica (ITA), Gentian Cici (ALB), Petri Mäntylä (FIN) |

| 2015. szeptember 9. 15:00 | Görögország                              | 83–72     | Szlovénia  | Arena Zagreb, Zágráb Nézőszám: 5578 Játékvezetők: Luigi Lamonica (ITA), Benjamin Jiménez (ESP), Gentian Cici (ALB) |
| 2015. szeptember 9. 15:00 | (23–17, 23–14, 16–22, 21–19) Jegyzőkönyv |           |            | Arena Zagreb, Zágráb Nézőszám: 5578 Játékvezetők: Luigi Lamonica (ITA), Benjamin Jiménez (ESP), Gentian Cici (ALB) |
| 2015. szeptember 9. 15:00 | Spanoulis 19                             | Pont      | Blažič 27  | Arena Zagreb, Zágráb Nézőszám: 5578 Játékvezetők: Luigi Lamonica (ITA), Benjamin Jiménez (ESP), Gentian Cici (ALB) |
| 2015. szeptember 9. 15:00 | Bourousis 8                              | Lepattanó | Blažič 5   | Arena Zagreb, Zágráb Nézőszám: 5578 Játékvezetők: Luigi Lamonica (ITA), Benjamin Jiménez (ESP), Gentian Cici (ALB) |
| 2015. szeptember 9. 15:00 | Spanoulis 6                              | Gólpassz  | Prepelič 4 | Arena Zagreb, Zágráb Nézőszám: 5578 Játékvezetők: Luigi Lamonica (ITA), Benjamin Jiménez (ESP), Gentian Cici (ALB) |

| 2015. szeptember 9. 18:00 | Macedónia                                | 75–90     | Grúzia       | Arena Zagreb, Zágráb Nézőszám: 680 Játékvezetők: Robert Lottermoser (GER), Jakub Zamojski (POL), Petri Mäntylä (FIN) |
| 2015. szeptember 9. 18:00 | (18–21, 19–27, 18–23, 20–19) Jegyzőkönyv |           |              | Arena Zagreb, Zágráb Nézőszám: 680 Játékvezetők: Robert Lottermoser (GER), Jakub Zamojski (POL), Petri Mäntylä (FIN) |
| 2015. szeptember 9. 18:00 | Hendrix, D. Stojanovski 14               | Pont      | Pachulia 23  | Arena Zagreb, Zágráb Nézőszám: 680 Játékvezetők: Robert Lottermoser (GER), Jakub Zamojski (POL), Petri Mäntylä (FIN) |
| 2015. szeptember 9. 18:00 | Hendrix 7                                | Lepattanó | Pachulia 14  | Arena Zagreb, Zágráb Nézőszám: 680 Játékvezetők: Robert Lottermoser (GER), Jakub Zamojski (POL), Petri Mäntylä (FIN) |
| 2015. szeptember 9. 18:00 | V. Stojanovski 3                         | Gólpassz  | Tsintsadze 6 | Arena Zagreb, Zágráb Nézőszám: 680 Játékvezetők: Robert Lottermoser (GER), Jakub Zamojski (POL), Petri Mäntylä (FIN) |

| 2015. szeptember 9. 21:00 | Hollandia                                | 72–78     | Horvátország | Arena Zagreb, Zágráb Nézőszám: 6200 Játékvezetők: Sérgio Silva (POR), Ilya Putenko (RUS), Jean-Charles Collin (FRA) |
| 2015. szeptember 9. 21:00 | (18–14, 17–25, 18–23, 19–16) Jegyzőkönyv |           |              | Arena Zagreb, Zágráb Nézőszám: 6200 Játékvezetők: Sérgio Silva (POR), Ilya Putenko (RUS), Jean-Charles Collin (FRA) |
| 2015. szeptember 9. 21:00 | Schaftenaar 19                           | Pont      | Simon 18     | Arena Zagreb, Zágráb Nézőszám: 6200 Játékvezetők: Sérgio Silva (POR), Ilya Putenko (RUS), Jean-Charles Collin (FRA) |
| 2015. szeptember 9. 21:00 | N. De Jong Smeulders 6                   | Lepattanó | Tomić 8      | Arena Zagreb, Zágráb Nézőszám: 6200 Játékvezetők: Sérgio Silva (POR), Ilya Putenko (RUS), Jean-Charles Collin (FRA) |
| 2015. szeptember 9. 21:00 | Williams 5                               | Gólpassz  | Simon 8      | Arena Zagreb, Zágráb Nézőszám: 6200 Játékvezetők: Sérgio Silva (POR), Ilya Putenko (RUS), Jean-Charles Collin (FRA) |

| 2015. szeptember 10. 15:00 | Szlovénia                               | 62–51     | Macedónia    | Arena Zagreb, Zágráb Nézőszám: 4438 Játékvezetők: Robert Lottermoser (GER), Sérgio Silva (POR), Ilya Putenko (RUS) |
| 2015. szeptember 10. 15:00 | (24–10, 7–14, 21–17, 10–10) Jegyzőkönyv |           |              | Arena Zagreb, Zágráb Nézőszám: 4438 Játékvezetők: Robert Lottermoser (GER), Sérgio Silva (POR), Ilya Putenko (RUS) |
| 2015. szeptember 10. 15:00 | Dragić 20                               | Pont      | Ilievski 15  | Arena Zagreb, Zágráb Nézőszám: 4438 Játékvezetők: Robert Lottermoser (GER), Sérgio Silva (POR), Ilya Putenko (RUS) |
| 2015. szeptember 10. 15:00 | Omić 11                                 | Lepattanó | Trajkovski 9 | Arena Zagreb, Zágráb Nézőszám: 4438 Játékvezetők: Robert Lottermoser (GER), Sérgio Silva (POR), Ilya Putenko (RUS) |
| 2015. szeptember 10. 15:00 | Klobučar 6                              | Gólpassz  | Simonovski 3 | Arena Zagreb, Zágráb Nézőszám: 4438 Játékvezetők: Robert Lottermoser (GER), Sérgio Silva (POR), Ilya Putenko (RUS) |

| 2015. szeptember 10. 18:00 | Grúzia                                   | 71–58     | Horvátország    | Arena Zagreb, Zágráb Nézőszám: 6600 Játékvezetők: Luigi Lamonica (ITA), Benjamin Jiménez (ESP), Jean-Charles Collin (FRA) |
| 2015. szeptember 10. 18:00 | (14–13, 11–15, 22–16, 24–14) Jegyzőkönyv |           |                 | Arena Zagreb, Zágráb Nézőszám: 6600 Játékvezetők: Luigi Lamonica (ITA), Benjamin Jiménez (ESP), Jean-Charles Collin (FRA) |
| 2015. szeptember 10. 18:00 | három játékos 12                         | Pont      | Žorić 16        | Arena Zagreb, Zágráb Nézőszám: 6600 Játékvezetők: Luigi Lamonica (ITA), Benjamin Jiménez (ESP), Jean-Charles Collin (FRA) |
| 2015. szeptember 10. 18:00 | Pachulia 7                               | Lepattanó | három játékos 5 | Arena Zagreb, Zágráb Nézőszám: 6600 Játékvezetők: Luigi Lamonica (ITA), Benjamin Jiménez (ESP), Jean-Charles Collin (FRA) |
| 2015. szeptember 10. 18:00 | Shengelia 5                              | Gólpassz  | Stipčević 5     | Arena Zagreb, Zágráb Nézőszám: 6600 Játékvezetők: Luigi Lamonica (ITA), Benjamin Jiménez (ESP), Jean-Charles Collin (FRA) |

| 2015. szeptember 10. 21:00 | Görögország                              | 68–65     | Hollandia        | Arena Zagreb, Zágráb Nézőszám: 368 Játékvezetők: Jakub Zamojski (POL), Zafer Yılmaz (TUR), Petri Mäntylä (FIN) |
| 2015. szeptember 10. 21:00 | (17–19, 17–12, 18–15, 16–19) Jegyzőkönyv |           |                  | Arena Zagreb, Zágráb Nézőszám: 368 Játékvezetők: Jakub Zamojski (POL), Zafer Yılmaz (TUR), Petri Mäntylä (FIN) |
| 2015. szeptember 10. 21:00 | Antetokúnmpo 11                          | Pont      | Kloof 15         | Arena Zagreb, Zágráb Nézőszám: 368 Játékvezetők: Jakub Zamojski (POL), Zafer Yılmaz (TUR), Petri Mäntylä (FIN) |
| 2015. szeptember 10. 21:00 | Antetokúnmpo 11                          | Lepattanó | Smeulders 8      | Arena Zagreb, Zágráb Nézőszám: 368 Játékvezetők: Jakub Zamojski (POL), Zafer Yılmaz (TUR), Petri Mäntylä (FIN) |
| 2015. szeptember 10. 21:00 | Calathes 5                               | Gólpassz  | Kloof, Slagter 4 | Arena Zagreb, Zágráb Nézőszám: 368 Játékvezetők: Jakub Zamojski (POL), Zafer Yılmaz (TUR), Petri Mäntylä (FIN) |

### D csoport
| Csapat     | M | Gy | V | P+  | P–  | Gk  | P |
| ---------- | - | -- | - | --- | --- | --- | - |
| Litvánia   | 5 | 4  | 1 | 360 | 336 | +24 | 9 |
| Lettország | 5 | 3  | 2 | 348 | 339 | +9  | 8 |
| Csehország | 5 | 3  | 2 | 370 | 342 | +28 | 8 |
| Belgium    | 5 | 3  | 2 | 370 | 344 | +26 | 8 |
| Észtország | 5 | 1  | 4 | 316 | 374 | −58 | 6 |
| Ukrajna    | 5 | 1  | 4 | 349 | 378 | −29 | 6 |

| 2015. szeptember 5. 15:00 | Csehország                              | 80–57     | Észtország      | Arena Riga, Riga Nézőszám: 5142 Játékvezetők: Ilija Belošević (SRB), Amit Balak (ISR), Saverio Lanzarini (ITA) |
| 2015. szeptember 5. 15:00 | (18–9, 25–15, 21–11, 16–22) Jegyzőkönyv |           |                 | Arena Riga, Riga Nézőszám: 5142 Játékvezetők: Ilija Belošević (SRB), Amit Balak (ISR), Saverio Lanzarini (ITA) |
| 2015. szeptember 5. 15:00 | Veselý 16                               | Pont      | Vene 18         | Arena Riga, Riga Nézőszám: 5142 Játékvezetők: Ilija Belošević (SRB), Amit Balak (ISR), Saverio Lanzarini (ITA) |
| 2015. szeptember 5. 15:00 | Veselý 8                                | Lepattanó | Vene 13         | Arena Riga, Riga Nézőszám: 5142 Játékvezetők: Ilija Belošević (SRB), Amit Balak (ISR), Saverio Lanzarini (ITA) |
| 2015. szeptember 5. 15:00 | négy játékos 3                          | Gólpassz  | három játékos 2 | Arena Riga, Riga Nézőszám: 5142 Játékvezetők: Ilija Belošević (SRB), Amit Balak (ISR), Saverio Lanzarini (ITA) |

| 2015. szeptember 5. 18:00 | Belgium                                  | 67–78     | Lettország         | Arena Riga, Riga Nézőszám: 8217 Játékvezetők: Emilio Pérez (ESP), Emin Moğulkoç (TUR), Marcin Kowalski (POL) |
| 2015. szeptember 5. 18:00 | (19–25, 19–15, 14–11, 15–27) Jegyzőkönyv |           |                    | Arena Riga, Riga Nézőszám: 8217 Játékvezetők: Emilio Pérez (ESP), Emin Moğulkoç (TUR), Marcin Kowalski (POL) |
| 2015. szeptember 5. 18:00 | Hervelle 13                              | Pont      | Meiers 15          | Arena Riga, Riga Nézőszám: 8217 Játékvezetők: Emilio Pérez (ESP), Emin Moğulkoç (TUR), Marcin Kowalski (POL) |
| 2015. szeptember 5. 18:00 | De Zeeuw, Hervelle 6                     | Lepattanó | Freimanis, Timma 5 | Arena Riga, Riga Nézőszám: 8217 Játékvezetők: Emilio Pérez (ESP), Emin Moğulkoç (TUR), Marcin Kowalski (POL) |
| 2015. szeptember 5. 18:00 | Hervelle 7                               | Gólpassz  | Strēlnieks 7       | Arena Riga, Riga Nézőszám: 8217 Játékvezetők: Emilio Pérez (ESP), Emin Moğulkoç (TUR), Marcin Kowalski (POL) |

| 2015. szeptember 5. 21:00 | Litvánia                                 | 69–68     | Ukrajna    | Arena Riga, Riga Nézőszám: 8846 Játékvezetők: Milivoje Jovčić (SRB), Eddie Viator (FRA), Sigmundur Herbertsson (ISL) |
| 2015. szeptember 5. 21:00 | (19–12, 14–14, 17–19, 19–23) Jegyzőkönyv |           |            | Arena Riga, Riga Nézőszám: 8846 Játékvezetők: Milivoje Jovčić (SRB), Eddie Viator (FRA), Sigmundur Herbertsson (ISL) |
| 2015. szeptember 5. 21:00 | Jankūnas 22                              | Pont      | Fesenko 19 | Arena Riga, Riga Nézőszám: 8846 Játékvezetők: Milivoje Jovčić (SRB), Eddie Viator (FRA), Sigmundur Herbertsson (ISL) |
| 2015. szeptember 5. 21:00 | Valančiūnas 11                           | Lepattanó | Fesenko 11 | Arena Riga, Riga Nézőszám: 8846 Játékvezetők: Milivoje Jovčić (SRB), Eddie Viator (FRA), Sigmundur Herbertsson (ISL) |
| 2015. szeptember 5. 21:00 | Kalnietis 7                              | Gólpassz  | Randle 6   | Arena Riga, Riga Nézőszám: 8846 Játékvezetők: Milivoje Jovčić (SRB), Eddie Viator (FRA), Sigmundur Herbertsson (ISL) |

| 2015. szeptember 6. 15:00 | Észtország                             | 55–84     | Belgium             | Arena Riga, Riga Nézőszám: 5142 Játékvezetők: Eddie Viator (FRA), Milivoje Jovčić (SRB), Marcin Kowalski (POL) |
| 2015. szeptember 6. 15:00 | (9–27, 9–19, 26–23, 11–15) Jegyzőkönyv |           |                     | Arena Riga, Riga Nézőszám: 5142 Játékvezetők: Eddie Viator (FRA), Milivoje Jovčić (SRB), Marcin Kowalski (POL) |
| 2015. szeptember 6. 15:00 | Vene 12                                | Pont      | Lojeski 16          | Arena Riga, Riga Nézőszám: 5142 Játékvezetők: Eddie Viator (FRA), Milivoje Jovčić (SRB), Marcin Kowalski (POL) |
| 2015. szeptember 6. 15:00 | Veideman 8                             | Lepattanó | Hervelle, Lojeski 6 | Arena Riga, Riga Nézőszám: 5142 Játékvezetők: Eddie Viator (FRA), Milivoje Jovčić (SRB), Marcin Kowalski (POL) |
| 2015. szeptember 6. 15:00 | Sokk 4                                 | Gólpassz  | Tabu 4              | Arena Riga, Riga Nézőszám: 5142 Játékvezetők: Eddie Viator (FRA), Milivoje Jovčić (SRB), Marcin Kowalski (POL) |

| 2015. szeptember 6. 18:00 | Lettország                              | 49–68     | Litvánia       | Arena Riga, Riga Nézőszám: 10492 Játékvezetők: Ilija Belošević (SRB), Petar Obradović (BIH), Saverio Lanzarini (ITA) |
| 2015. szeptember 6. 18:00 | (19–13, 9–16, 11–20, 10–19) Jegyzőkönyv |           |                | Arena Riga, Riga Nézőszám: 10492 Játékvezetők: Ilija Belošević (SRB), Petar Obradović (BIH), Saverio Lanzarini (ITA) |
| 2015. szeptember 6. 18:00 | Bērziņš, Freimanis 8                    | Pont      | Valančiūnas 15 | Arena Riga, Riga Nézőszám: 10492 Játékvezetők: Ilija Belošević (SRB), Petar Obradović (BIH), Saverio Lanzarini (ITA) |
| 2015. szeptember 6. 18:00 | Freimanis 9                             | Lepattanó | Mačiulis 10    | Arena Riga, Riga Nézőszám: 10492 Játékvezetők: Ilija Belošević (SRB), Petar Obradović (BIH), Saverio Lanzarini (ITA) |
| 2015. szeptember 6. 18:00 | Janičenoks 4                            | Gólpassz  | Kalnietis 6    | Arena Riga, Riga Nézőszám: 10492 Játékvezetők: Ilija Belošević (SRB), Petar Obradović (BIH), Saverio Lanzarini (ITA) |

| 2015. szeptember 6. 21:00 | Ukrajna                                  | 64–78     | Csehország   | Arena Riga, Riga Nézőszám: 614 Játékvezetők: Emilio Pérez (ESP), Emin Moğulkoç (TUR), Amit Balak (ISR) |
| 2015. szeptember 6. 21:00 | (14–20, 16–26, 15–19, 19–13) Jegyzőkönyv |           |              | Arena Riga, Riga Nézőszám: 614 Játékvezetők: Emilio Pérez (ESP), Emin Moğulkoç (TUR), Amit Balak (ISR) |
| 2015. szeptember 6. 21:00 | Fesenko 14                               | Pont      | Veselý 19    | Arena Riga, Riga Nézőszám: 614 Játékvezetők: Emilio Pérez (ESP), Emin Moğulkoç (TUR), Amit Balak (ISR) |
| 2015. szeptember 6. 21:00 | Fesenko 8                                | Lepattanó | Veselý 9     | Arena Riga, Riga Nézőszám: 614 Játékvezetők: Emilio Pérez (ESP), Emin Moğulkoç (TUR), Amit Balak (ISR) |
| 2015. szeptember 6. 21:00 | Lukashov 4                               | Gólpassz  | Satoranský 6 | Arena Riga, Riga Nézőszám: 614 Játékvezetők: Emilio Pérez (ESP), Emin Moğulkoç (TUR), Amit Balak (ISR) |

| 2015. szeptember 7. 15:00 | Litvánia                                 | 74–76     | Belgium               | Arena Riga, Riga Nézőszám: 3570 Játékvezetők: Emilio Pérez (ESP), Petar Obradović (BIH), Sigmundur Herbertsson (ISL) |
| 2015. szeptember 7. 15:00 | (20–12, 15–23, 19–22, 20–19) Jegyzőkönyv |           |                       | Arena Riga, Riga Nézőszám: 3570 Játékvezetők: Emilio Pérez (ESP), Petar Obradović (BIH), Sigmundur Herbertsson (ISL) |
| 2015. szeptember 7. 15:00 | Valančiūnas 25                           | Pont      | Lojeski 20            | Arena Riga, Riga Nézőszám: 3570 Játékvezetők: Emilio Pérez (ESP), Petar Obradović (BIH), Sigmundur Herbertsson (ISL) |
| 2015. szeptember 7. 15:00 | Valančiūnas 12                           | Lepattanó | Gillet 4              | Arena Riga, Riga Nézőszám: 3570 Játékvezetők: Emilio Pérez (ESP), Petar Obradović (BIH), Sigmundur Herbertsson (ISL) |
| 2015. szeptember 7. 15:00 | Kalnietis 13                             | Gólpassz  | Lojeski, Van Rossom 5 | Arena Riga, Riga Nézőszám: 3570 Játékvezetők: Emilio Pérez (ESP), Petar Obradović (BIH), Sigmundur Herbertsson (ISL) |

| 2015. szeptember 7. 18:00 | Csehország                              | 65–72     | Lettország         | Arena Riga, Riga Nézőszám: 5710 Játékvezetők: Milivoje Jovčić (SRB), Emin Moğulkoç (TUR), Marcin Kowalski (POL) |
| 2015. szeptember 7. 18:00 | (22–17, 11–23, 9–11, 23–21) Jegyzőkönyv |           |                    | Arena Riga, Riga Nézőszám: 5710 Játékvezetők: Milivoje Jovčić (SRB), Emin Moğulkoç (TUR), Marcin Kowalski (POL) |
| 2015. szeptember 7. 18:00 | Satoranský 22                           | Pont      | Blūms 14           | Arena Riga, Riga Nézőszám: 5710 Játékvezetők: Milivoje Jovčić (SRB), Emin Moğulkoç (TUR), Marcin Kowalski (POL) |
| 2015. szeptember 7. 18:00 | Veselý 11                               | Lepattanó | Freimanis, Timma 8 | Arena Riga, Riga Nézőszám: 5710 Játékvezetők: Milivoje Jovčić (SRB), Emin Moğulkoç (TUR), Marcin Kowalski (POL) |
| 2015. szeptember 7. 18:00 | Satoranský 9                            | Gólpassz  | Strēlnieks 7       | Arena Riga, Riga Nézőszám: 5710 Játékvezetők: Milivoje Jovčić (SRB), Emin Moğulkoç (TUR), Marcin Kowalski (POL) |

| 2015. szeptember 7. 21:00 | Ukrajna                                 | 71–78     | Észtország       | Arena Riga, Riga Nézőszám: 2795 Játékvezetők: Ilija Belošević (SRB), Eddie Viator (FRA), Amit Balak (ISR) |
| 2015. szeptember 7. 21:00 | (15–14, 23–14, 6–22, 27–28) Jegyzőkönyv |           |                  | Arena Riga, Riga Nézőszám: 2795 Játékvezetők: Ilija Belošević (SRB), Eddie Viator (FRA), Amit Balak (ISR) |
| 2015. szeptember 7. 21:00 | Randle 22                               | Pont      | Arbet 26         | Arena Riga, Riga Nézőszám: 2795 Játékvezetők: Ilija Belošević (SRB), Eddie Viator (FRA), Amit Balak (ISR) |
| 2015. szeptember 7. 21:00 | Pustozvonov 7                           | Lepattanó | Vene 8           | Arena Riga, Riga Nézőszám: 2795 Játékvezetők: Ilija Belošević (SRB), Eddie Viator (FRA), Amit Balak (ISR) |
| 2015. szeptember 7. 21:00 | Randle 4                                | Gólpassz  | Sokk, Veideman 6 | Arena Riga, Riga Nézőszám: 2795 Játékvezetők: Ilija Belošević (SRB), Eddie Viator (FRA), Amit Balak (ISR) |

| 2015. szeptember 9. 15:00 | Belgium                                  | 64–66     | Csehország   | Arena Riga, Riga Nézőszám: 477 Játékvezetők: Ilija Belošević (SRB), Saverio Lanzarini (ITA), Petar Obradović (BIH) |
| 2015. szeptember 9. 15:00 | (17–21, 11–12, 16–18, 20–15) Jegyzőkönyv |           |              | Arena Riga, Riga Nézőszám: 477 Játékvezetők: Ilija Belošević (SRB), Saverio Lanzarini (ITA), Petar Obradović (BIH) |
| 2015. szeptember 9. 15:00 | Tabu 12                                  | Pont      | Veselý 21    | Arena Riga, Riga Nézőszám: 477 Játékvezetők: Ilija Belošević (SRB), Saverio Lanzarini (ITA), Petar Obradović (BIH) |
| 2015. szeptember 9. 15:00 | Hervelle 9                               | Lepattanó | Veselý 12    | Arena Riga, Riga Nézőszám: 477 Játékvezetők: Ilija Belošević (SRB), Saverio Lanzarini (ITA), Petar Obradović (BIH) |
| 2015. szeptember 9. 15:00 | Van Rossom 7                             | Gólpassz  | Satoranský 9 | Arena Riga, Riga Nézőszám: 477 Játékvezetők: Ilija Belošević (SRB), Saverio Lanzarini (ITA), Petar Obradović (BIH) |

| 2015. szeptember 9. 18:00 | Lettország                               | 74–75     | Ukrajna    | Arena Riga, Riga Nézőszám: 5998 Játékvezetők: Emilio Pérez (ESP), Milivoje Jovčić (SRB), Sigmundur Herbertsson (ISL) |
| 2015. szeptember 9. 18:00 | (21–14, 18–24, 23–22, 12–15) Jegyzőkönyv |           |            | Arena Riga, Riga Nézőszám: 5998 Játékvezetők: Emilio Pérez (ESP), Milivoje Jovčić (SRB), Sigmundur Herbertsson (ISL) |
| 2015. szeptember 9. 18:00 | Bertāns 17                               | Pont      | Fesenko 21 | Arena Riga, Riga Nézőszám: 5998 Játékvezetők: Emilio Pérez (ESP), Milivoje Jovčić (SRB), Sigmundur Herbertsson (ISL) |
| 2015. szeptember 9. 18:00 | Bērziņš 6                                | Lepattanó | Fesenko 10 | Arena Riga, Riga Nézőszám: 5998 Játékvezetők: Emilio Pérez (ESP), Milivoje Jovčić (SRB), Sigmundur Herbertsson (ISL) |
| 2015. szeptember 9. 18:00 | Bertāns, Strēlnieks 5                    | Gólpassz  | Randle 5   | Arena Riga, Riga Nézőszám: 5998 Játékvezetők: Emilio Pérez (ESP), Milivoje Jovčić (SRB), Sigmundur Herbertsson (ISL) |

| 2015. szeptember 9. 21:00 | Észtország                               | 62–64     | Litvánia    | Arena Riga, Riga Nézőszám: 6985 Játékvezetők: Emin Moğulkoç (TUR), Marcin Kowalski (POL), Amit Balak (ISR) |
| 2015. szeptember 9. 21:00 | (15–20, 16–18, 20–11, 11–15) Jegyzőkönyv |           |             | Arena Riga, Riga Nézőszám: 6985 Játékvezetők: Emin Moğulkoç (TUR), Marcin Kowalski (POL), Amit Balak (ISR) |
| 2015. szeptember 9. 21:00 | Talts 20                                 | Pont      | Mačiulis 15 | Arena Riga, Riga Nézőszám: 6985 Játékvezetők: Emin Moğulkoç (TUR), Marcin Kowalski (POL), Amit Balak (ISR) |
| 2015. szeptember 9. 21:00 | Vene 7                                   | Lepattanó | Mačiulis 10 | Arena Riga, Riga Nézőszám: 6985 Játékvezetők: Emin Moğulkoç (TUR), Marcin Kowalski (POL), Amit Balak (ISR) |
| 2015. szeptember 9. 21:00 | Sokk 5                                   | Gólpassz  | Kalnietis 7 | Arena Riga, Riga Nézőszám: 6985 Játékvezetők: Emin Moğulkoç (TUR), Marcin Kowalski (POL), Amit Balak (ISR) |

| 2015. szeptember 10. 15:00 | Ukrajna                                  | 71–79     | Belgium      | Arena Riga, Riga Nézőszám: 387 Játékvezetők: Milivoje Jovčić (SRB), Marcin Kowalski (POL), Sigmundur Herbertsson (ISL) |
| 2015. szeptember 10. 15:00 | (19–14, 20–21, 15–24, 17–20) Jegyzőkönyv |           |              | Arena Riga, Riga Nézőszám: 387 Játékvezetők: Milivoje Jovčić (SRB), Marcin Kowalski (POL), Sigmundur Herbertsson (ISL) |
| 2015. szeptember 10. 15:00 | Fesenko 20                               | Pont      | Gillet 15    | Arena Riga, Riga Nézőszám: 387 Játékvezetők: Milivoje Jovčić (SRB), Marcin Kowalski (POL), Sigmundur Herbertsson (ISL) |
| 2015. szeptember 10. 15:00 | Fesenko 11                               | Lepattanó | Tabu 8       | Arena Riga, Riga Nézőszám: 387 Játékvezetők: Milivoje Jovčić (SRB), Marcin Kowalski (POL), Sigmundur Herbertsson (ISL) |
| 2015. szeptember 10. 15:00 | Randle 4                                 | Gólpassz  | Van Rossom 6 | Arena Riga, Riga Nézőszám: 387 Játékvezetők: Milivoje Jovčić (SRB), Marcin Kowalski (POL), Sigmundur Herbertsson (ISL) |

| 2015. szeptember 10. 18:00 | Lettország                              | 75–64     | Észtország | Arena Riga, Riga Nézőszám: 9073 Játékvezetők: Ilija Belošević (SRB), Eddie Viator (FRA), Saverio Lanzarini (ITA) |
| 2015. szeptember 10. 18:00 | (15–29, 18–15, 22–5, 20–15) Jegyzőkönyv |           |            | Arena Riga, Riga Nézőszám: 9073 Játékvezetők: Ilija Belošević (SRB), Eddie Viator (FRA), Saverio Lanzarini (ITA) |
| 2015. szeptember 10. 18:00 | Strēlnieks 21                           | Pont      | Arbet 16   | Arena Riga, Riga Nézőszám: 9073 Játékvezetők: Ilija Belošević (SRB), Eddie Viator (FRA), Saverio Lanzarini (ITA) |
| 2015. szeptember 10. 18:00 | Timma 6                                 | Lepattanó | Kangur 8   | Arena Riga, Riga Nézőszám: 9073 Játékvezetők: Ilija Belošević (SRB), Eddie Viator (FRA), Saverio Lanzarini (ITA) |
| 2015. szeptember 10. 18:00 | Bertāns, Strēlnieks 3                   | Gólpassz  | Veideman 8 | Arena Riga, Riga Nézőszám: 9073 Játékvezetők: Ilija Belošević (SRB), Eddie Viator (FRA), Saverio Lanzarini (ITA) |

| 2015. szeptember 10. 21:00 | Csehország                                      | 81–85 (h. u.) | Litvánia       | Arena Riga, Riga Nézőszám: 4669 Játékvezetők: Emilio Pérez (ESP), Emin Moğulkoç (TUR), Petar Obradović (BIH) |
| 2015. szeptember 10. 21:00 | (18–12, 19–15, 14–28, 18–14, 12–16) Jegyzőkönyv |               |                | Arena Riga, Riga Nézőszám: 4669 Játékvezetők: Emilio Pérez (ESP), Emin Moğulkoç (TUR), Petar Obradović (BIH) |
| 2015. szeptember 10. 21:00 | Schilb 18                                       | Pont          | Kuzminskas 18  | Arena Riga, Riga Nézőszám: 4669 Játékvezetők: Emilio Pérez (ESP), Emin Moğulkoç (TUR), Petar Obradović (BIH) |
| 2015. szeptember 10. 21:00 | Satoranský 9                                    | Lepattanó     | Valančiūnas 10 | Arena Riga, Riga Nézőszám: 4669 Játékvezetők: Emilio Pérez (ESP), Emin Moğulkoç (TUR), Petar Obradović (BIH) |
| 2015. szeptember 10. 21:00 | Satoranský 15                                   | Gólpassz      | Kalnietis 4    | Arena Riga, Riga Nézőszám: 4669 Játékvezetők: Emilio Pérez (ESP), Emin Moğulkoç (TUR), Petar Obradović (BIH) |

## Egyenes kieséses szakasz
|  |                |               |                |                |                |                |                |               |               |               |                |                |                |  |  |       |       |       |
|  | Nyolcaddöntők  | Nyolcaddöntők | Nyolcaddöntők  |                |                | Negyeddöntők   | Negyeddöntők   | Negyeddöntők  |               |               | Elődöntők      | Elődöntők      | Elődöntők      |  |  | Döntő | Döntő | Döntő |
|  | Nyolcaddöntők  | Nyolcaddöntők | Nyolcaddöntők  |                |                | Negyeddöntők   | Negyeddöntők   | Negyeddöntők  |               |               | Elődöntők      | Elődöntők      | Elődöntők      |  |  | Döntő | Döntő | Döntő |
|  | szeptember 12. |               |                |                |                |                |                |               |               |               |                |                |                |  |  |       |       |       |
|  |                |               |                |                |                |                |                |               |               |               |                |                |                |  |  |       |       |       |
|  | A1             | Franciaország | 76             |                |                |                |                |               |               |               |                |                |                |  |  |       |       |       |
|  | A1             | Franciaország | 76             | szeptember 15. |                |                |                |               |               |               |                |                |                |  |  |       |       |       |
|  | B4             | Törökország   | 53             |                |                |                |                |               |               |               |                |                |                |  |  |       |       |       |
|  | B4             | Törökország   | 53             |                |                | Franciaország  | Franciaország  | 84            |               |               |                |                |                |  |  |       |       |       |
|  | szeptember 12. |               |                |                |                | Franciaország  | Franciaország  | 84            |               |               |                |                |                |  |  |       |       |       |
|  |                |               | Lettország     | Lettország     | 70             |                |                |               |               |               |                |                |                |  |  |       |       |       |
|  | D2             | Lettország    | Lettország     | Lettország     | 70             | 73             |                |               |               |               |                |                |                |  |  |       |       |       |
|  | D2             | Lettország    |                |                |                | 73             | szeptember 17. |               |               |               |                |                |                |  |  |       |       |       |
|  | C3             | Szlovénia     | 66             |                |                |                |                |               |               |               |                |                |                |  |  |       |       |       |
|  | C3             | Szlovénia     | 66             |                |                | Franciaország  | Franciaország  | 75            |               |               |                |                |                |  |  |       |       |       |
|  | szeptember 12. |               |                |                |                | Franciaország  | Franciaország  | 75            |               |               |                |                |                |  |  |       |       |       |
|  |                |               | Spanyolország  | Spanyolország  | 80             |                |                |               |               |               |                |                |                |  |  |       |       |       |
|  | B2             | Spanyolország | Spanyolország  | Spanyolország  | 80             | 80             |                |               |               |               |                |                |                |  |  |       |       |       |
|  | B2             | Spanyolország | szeptember 15. |                |                | 80             |                |               |               |               |                |                |                |  |  |       |       |       |
|  | A3             | Lengyelország | 66             |                |                |                |                |               |               |               |                |                |                |  |  |       |       |       |
|  | A3             | Lengyelország | 66             |                |                | Spanyolország  | Spanyolország  | 73            |               |               |                |                |                |  |  |       |       |       |
|  | szeptember 12. |               |                |                |                | Spanyolország  | Spanyolország  | 73            |               |               |                |                |                |  |  |       |       |       |
|  |                |               | Görögország    | Görögország    | 71             |                |                |               |               |               |                |                |                |  |  |       |       |       |
|  | C1             | Görögország   | Görögország    | Görögország    | 71             | 75             |                |               |               |               |                |                |                |  |  |       |       |       |
|  | C1             | Görögország   |                |                |                | 75             | szeptember 20. |               |               |               |                |                |                |  |  |       |       |       |
|  | D4             | Belgium       | 54             |                |                |                |                |               |               |               |                |                |                |  |  |       |       |       |
|  | D4             | Belgium       | 54             |                |                | Spanyolország  | Spanyolország  | 80            |               |               |                |                |                |  |  |       |       |       |
|  | szeptember 13. |               |                |                |                | Spanyolország  | Spanyolország  | 80            |               |               |                |                |                |  |  |       |       |       |
|  |                |               | Litvánia       | Litvánia       | 63             |                |                |               |               |               |                |                |                |  |  |       |       |       |
|  | B1             | Szerbia       | Litvánia       | Litvánia       | 63             | 94             |                |               |               |               |                |                |                |  |  |       |       |       |
|  | B1             | Szerbia       | szeptember 16. |                |                | 94             |                |               |               |               |                |                |                |  |  |       |       |       |
|  | A4             | Finnország    | 81             |                |                |                |                |               |               |               |                |                |                |  |  |       |       |       |
|  | A4             | Finnország    | 81             |                |                | Szerbia        | Szerbia        | 89            |               |               |                |                |                |  |  |       |       |       |
|  | szeptember 13. |               |                |                |                | Szerbia        | Szerbia        | 89            |               |               |                |                |                |  |  |       |       |       |
|  |                |               | Csehország     | Csehország     | 75             |                |                |               |               |               |                |                |                |  |  |       |       |       |
|  | C2             | Horvátország  | Csehország     | Csehország     | 75             | 59             |                |               |               |               |                |                |                |  |  |       |       |       |
|  | C2             | Horvátország  |                |                |                | 59             | szeptember 18. |               |               |               |                |                |                |  |  |       |       |       |
|  | D3             | Csehország    | 80             |                |                |                |                |               |               |               |                |                |                |  |  |       |       |       |
|  | D3             | Csehország    | 80             |                |                | Szerbia        | Szerbia        | 64            |               |               |                |                |                |  |  |       |       |       |
|  | szeptember 13. |               |                |                |                | Szerbia        | Szerbia        | 64            |               |               |                |                |                |  |  |       |       |       |
|  |                |               | Litvánia       | Litvánia       | 67             |                |                | Bronzmérkőzés | Bronzmérkőzés | Bronzmérkőzés |                |                |                |  |  |       |       |       |
|  | A2             | Izrael        | Litvánia       | Litvánia       | 67             | 52             |                |               |               | Bronzmérkőzés |                |                |                |  |  |       |       |       |
|  | A2             | Izrael        |                |                | szeptember 16. | szeptember 16. | szeptember 16. |               |               |               | szeptember 20. | szeptember 20. | szeptember 20. |  |  |       |       |       |
|  | B3             | Olaszország   | 82             |                | szeptember 16. | szeptember 16. | szeptember 16. |               |               |               | szeptember 20. | szeptember 20. | szeptember 20. |  |  |       |       |       |
|  | B3             | Olaszország   | 82             |                |                | Olaszország    | Olaszország    | 85            | Franciaország | Franciaország | 81             |                |                |  |  |       |       |       |
|  | szeptember 13. |               |                |                |                | Olaszország    | Olaszország    | 85            | Franciaország | Franciaország | 81             |                |                |  |  |       |       |       |
|  |                |               | Litvánia       | Litvánia       | 95             |                |                | Szerbia       | Szerbia       | 68            |                |                |                |  |  |       |       |       |
|  | D1             | Litvánia      | Litvánia       | Litvánia       | 95             | 85             |                | Szerbia       | Szerbia       | 68            |                |                |                |  |  |       |       |       |
|  | D1             | Litvánia      |                |                |                |                |                |               |               |               |                |                |                |  |  |       |       |       |
|  | C4             | Grúzia        | 81             |                |                |                |                |               |               |               |                |                |                |  |  |       |       |       |
|  | C4             | Grúzia        | 81             |                |                |                |                |               |               |               |                |                |                |  |  |       |       |       |

### Nyolcaddöntők
| 2015. szeptember 12. 12:00 | Lettország                               | 73–66     | Szlovénia  | Stade Pierre-Mauroy, Lille Nézőszám: 10 023 Játékvezetők: Emilio Pérez (ESP), Robert Lottermoser (GER), Emin Moğulkoç (TUR) |
| 2015. szeptember 12. 12:00 | (20–20, 22–20, 13–12, 18–14) Jegyzőkönyv |           |            | Stade Pierre-Mauroy, Lille Nézőszám: 10 023 Játékvezetők: Emilio Pérez (ESP), Robert Lottermoser (GER), Emin Moğulkoç (TUR) |
| 2015. szeptember 12. 12:00 | Strēlnieks 17                            | Pont      | Dragić 17  | Stade Pierre-Mauroy, Lille Nézőszám: 10 023 Játékvezetők: Emilio Pérez (ESP), Robert Lottermoser (GER), Emin Moğulkoç (TUR) |
| 2015. szeptember 12. 12:00 | Strēlnieks, Bērziņš 6                    | Lepattanó | Prepelič 7 | Stade Pierre-Mauroy, Lille Nézőszám: 10 023 Játékvezetők: Emilio Pérez (ESP), Robert Lottermoser (GER), Emin Moğulkoç (TUR) |
| 2015. szeptember 12. 12:00 | Strēlnieks 8                             | Gólpassz  | Prepelič 5 | Stade Pierre-Mauroy, Lille Nézőszám: 10 023 Játékvezetők: Emilio Pérez (ESP), Robert Lottermoser (GER), Emin Moğulkoç (TUR) |

| 2015. szeptember 12. 14:30 | Görögország                              | 75–54     | Belgium      | Stade Pierre-Mauroy, Lille Nézőszám: 13 672 Játékvezetők: Ilija Belošević (SRB), Benjamin Jiménez (ESP), Sergiy Zashchuk (UKR) |
| 2015. szeptember 12. 14:30 | (16–15, 18–16, 23–11, 18–12) Jegyzőkönyv |           |              | Stade Pierre-Mauroy, Lille Nézőszám: 13 672 Játékvezetők: Ilija Belošević (SRB), Benjamin Jiménez (ESP), Sergiy Zashchuk (UKR) |
| 2015. szeptember 12. 14:30 | Bourousis 14                             | Pont      | Gillet 14    | Stade Pierre-Mauroy, Lille Nézőszám: 13 672 Játékvezetők: Ilija Belošević (SRB), Benjamin Jiménez (ESP), Sergiy Zashchuk (UKR) |
| 2015. szeptember 12. 14:30 | Antetokúnmpo 10                          | Lepattanó | Hervelle 6   | Stade Pierre-Mauroy, Lille Nézőszám: 13 672 Játékvezetők: Ilija Belošević (SRB), Benjamin Jiménez (ESP), Sergiy Zashchuk (UKR) |
| 2015. szeptember 12. 14:30 | Spanoulis 6                              | Gólpassz  | Van Rossom 3 | Stade Pierre-Mauroy, Lille Nézőszám: 13 672 Játékvezetők: Ilija Belošević (SRB), Benjamin Jiménez (ESP), Sergiy Zashchuk (UKR) |

| 2015. szeptember 12. 18:30 | Spanyolország                            | 80–66     | Lengyelország | Stade Pierre-Mauroy, Lille Nézőszám: 21 302 Játékvezetők: Borys Ryzhyk (UKR), Sinisa Herceg (CRO), Milos Koljensic (MNE) |
| 2015. szeptember 12. 18:30 | (25–20, 16–19, 14–16, 25–11) Jegyzőkönyv |           |               | Stade Pierre-Mauroy, Lille Nézőszám: 21 302 Játékvezetők: Borys Ryzhyk (UKR), Sinisa Herceg (CRO), Milos Koljensic (MNE) |
| 2015. szeptember 12. 18:30 | Gasol 30                                 | Pont      | Kulig 10      | Stade Pierre-Mauroy, Lille Nézőszám: 21 302 Játékvezetők: Borys Ryzhyk (UKR), Sinisa Herceg (CRO), Milos Koljensic (MNE) |
| 2015. szeptember 12. 18:30 | Mirotić 8                                | Lepattanó | Kulig 6       | Stade Pierre-Mauroy, Lille Nézőszám: 21 302 Játékvezetők: Borys Ryzhyk (UKR), Sinisa Herceg (CRO), Milos Koljensic (MNE) |
| 2015. szeptember 12. 18:30 | Rodríguez 5                              | Gólpassz  | Slaughter 6   | Stade Pierre-Mauroy, Lille Nézőszám: 21 302 Játékvezetők: Borys Ryzhyk (UKR), Sinisa Herceg (CRO), Milos Koljensic (MNE) |

| 2015. szeptember 12. 21:00 | Franciaország                           | 76–53     | Törökország | Stade Pierre-Mauroy, Lille Nézőszám: 26 135 Játékvezetők: Christos Christodoulou (GRE), Matej Boltauzer (SLO), Olegs Latisevs (LAT) |
| 2015. szeptember 12. 21:00 | (17–18, 19–8, 23–14, 17–13) Jegyzőkönyv |           |             | Stade Pierre-Mauroy, Lille Nézőszám: 26 135 Játékvezetők: Christos Christodoulou (GRE), Matej Boltauzer (SLO), Olegs Latisevs (LAT) |
| 2015. szeptember 12. 21:00 | De Colo 15                              | Pont      | Ilyasova 14 | Stade Pierre-Mauroy, Lille Nézőszám: 26 135 Játékvezetők: Christos Christodoulou (GRE), Matej Boltauzer (SLO), Olegs Latisevs (LAT) |
| 2015. szeptember 12. 21:00 | Lauvergne 9                             | Lepattanó | Ilyasova 10 | Stade Pierre-Mauroy, Lille Nézőszám: 26 135 Játékvezetők: Christos Christodoulou (GRE), Matej Boltauzer (SLO), Olegs Latisevs (LAT) |
| 2015. szeptember 12. 21:00 | De Colo 7                               | Gólpassz  | Muhammed 5  | Stade Pierre-Mauroy, Lille Nézőszám: 26 135 Játékvezetők: Christos Christodoulou (GRE), Matej Boltauzer (SLO), Olegs Latisevs (LAT) |

| 2015. szeptember 13. 12:00 | Horvátország                             | 59–80     | Csehország    | Stade Pierre-Mauroy, Lille Nézőszám: 12 070 Játékvezetők: Fernando Rocha (POR), Eddie Viator (FRA), Benjamin Jimenez Trujillo (ESP) |
| 2015. szeptember 13. 12:00 | (13–20, 18–28, 12–17, 16–15) Jegyzőkönyv |           |               | Stade Pierre-Mauroy, Lille Nézőszám: 12 070 Játékvezetők: Fernando Rocha (POR), Eddie Viator (FRA), Benjamin Jimenez Trujillo (ESP) |
| 2015. szeptember 13. 12:00 | Bogdanović 12                            | Pont      | Veselý 20     | Stade Pierre-Mauroy, Lille Nézőszám: 12 070 Játékvezetők: Fernando Rocha (POR), Eddie Viator (FRA), Benjamin Jimenez Trujillo (ESP) |
| 2015. szeptember 13. 12:00 | Hezonja 9                                | Lepattanó | Veselý 13     | Stade Pierre-Mauroy, Lille Nézőszám: 12 070 Játékvezetők: Fernando Rocha (POR), Eddie Viator (FRA), Benjamin Jimenez Trujillo (ESP) |
| 2015. szeptember 13. 12:00 | Ukić 5                                   | Gólpassz  | Satoranský 11 | Stade Pierre-Mauroy, Lille Nézőszám: 12 070 Játékvezetők: Fernando Rocha (POR), Eddie Viator (FRA), Benjamin Jimenez Trujillo (ESP) |

| 2015. szeptember 13. 14:30 | Szerbia                                  | 94–81     | Finnország        | Stade Pierre-Mauroy, Lille Nézőszám: 12 128 Játékvezetők: Robert Lottermoser (GER), Borys Ryzhyk (UKR), Sérgio Silva (POR) |
| 2015. szeptember 13. 14:30 | (23–24, 25–19, 23–21, 23–17) Jegyzőkönyv |           |                   | Stade Pierre-Mauroy, Lille Nézőszám: 12 128 Játékvezetők: Robert Lottermoser (GER), Borys Ryzhyk (UKR), Sérgio Silva (POR) |
| 2015. szeptember 13. 14:30 | Raduljica 27                             | Pont      | Salin 26          | Stade Pierre-Mauroy, Lille Nézőszám: 12 128 Játékvezetők: Robert Lottermoser (GER), Borys Ryzhyk (UKR), Sérgio Silva (POR) |
| 2015. szeptember 13. 14:30 | Bjelica 14                               | Lepattanó | Murphy 8          | Stade Pierre-Mauroy, Lille Nézőszám: 12 128 Játékvezetők: Robert Lottermoser (GER), Borys Ryzhyk (UKR), Sérgio Silva (POR) |
| 2015. szeptember 13. 14:30 | Teodosić 9                               | Gólpassz  | Koponen, Wilson 4 | Stade Pierre-Mauroy, Lille Nézőszám: 12 128 Játékvezetők: Robert Lottermoser (GER), Borys Ryzhyk (UKR), Sérgio Silva (POR) |

| 2015. szeptember 13. 18:30 | Izrael                                  | 52–82     | Olaszország  | Stade Pierre-Mauroy, Lille Nézőszám: 14 742 Játékvezetők: Matej Boltauzer (SLO), Sreten Radović (CRO), Jurgis Laurinavičius (LTU) |
| 2015. szeptember 13. 18:30 | (13–22, 17–18, 9–28, 13–14) Jegyzőkönyv |           |              | Stade Pierre-Mauroy, Lille Nézőszám: 14 742 Játékvezetők: Matej Boltauzer (SLO), Sreten Radović (CRO), Jurgis Laurinavičius (LTU) |
| 2015. szeptember 13. 18:30 | Mekel 20                                | Pont      | Gentile 27   | Stade Pierre-Mauroy, Lille Nézőszám: 14 742 Játékvezetők: Matej Boltauzer (SLO), Sreten Radović (CRO), Jurgis Laurinavičius (LTU) |
| 2015. szeptember 13. 18:30 | Casspi 6                                | Lepattanó | Melli 7      | Stade Pierre-Mauroy, Lille Nézőszám: 14 742 Játékvezetők: Matej Boltauzer (SLO), Sreten Radović (CRO), Jurgis Laurinavičius (LTU) |
| 2015. szeptember 13. 18:30 | három játékos 3                         | Gólpassz  | Cinciarini 5 | Stade Pierre-Mauroy, Lille Nézőszám: 14 742 Játékvezetők: Matej Boltauzer (SLO), Sreten Radović (CRO), Jurgis Laurinavičius (LTU) |

| 2015. szeptember 13. 21:00 | Litvánia                                 | 85–81     | Grúzia                | Stade Pierre-Mauroy, Lille Nézőszám: 16 953 Játékvezetők: Luigi Lamonica (ITA), Milivoje Jovčić (SRB), Jakub Zamojski (POL) |
| 2015. szeptember 13. 21:00 | (17–20, 22–20, 22–22, 24–19) Jegyzőkönyv |           |                       | Stade Pierre-Mauroy, Lille Nézőszám: 16 953 Játékvezetők: Luigi Lamonica (ITA), Milivoje Jovčić (SRB), Jakub Zamojski (POL) |
| 2015. szeptember 13. 21:00 | Mačiulis 34                              | Pont      | Pachulia 23           | Stade Pierre-Mauroy, Lille Nézőszám: 16 953 Játékvezetők: Luigi Lamonica (ITA), Milivoje Jovčić (SRB), Jakub Zamojski (POL) |
| 2015. szeptember 13. 21:00 | Mačiulis 6                               | Lepattanó | Pachulia, Sanikidze 7 | Stade Pierre-Mauroy, Lille Nézőszám: 16 953 Játékvezetők: Luigi Lamonica (ITA), Milivoje Jovčić (SRB), Jakub Zamojski (POL) |
| 2015. szeptember 13. 21:00 | Kalnietis 7                              | Gólpassz  | Tsintsadze 5          | Stade Pierre-Mauroy, Lille Nézőszám: 16 953 Játékvezetők: Luigi Lamonica (ITA), Milivoje Jovčić (SRB), Jakub Zamojski (POL) |

### Negyeddöntők
| 2015. szeptember 15. 18:30 | Spanyolország                            | 73–71     | Görögország     | Stade Pierre-Mauroy, Lille Nézőszám: 17 864 Játékvezetők: Luigi Lamonica (ITA), Ilija Belošević (SRB), Fernando Rocha (POR) |
| 2015. szeptember 15. 18:30 | (14–14, 25–18, 16–25, 18–14) Jegyzőkönyv |           |                 | Stade Pierre-Mauroy, Lille Nézőszám: 17 864 Játékvezetők: Luigi Lamonica (ITA), Ilija Belošević (SRB), Fernando Rocha (POR) |
| 2015. szeptember 15. 18:30 | Gasol 27                                 | Pont      | Calathes 14     | Stade Pierre-Mauroy, Lille Nézőszám: 17 864 Játékvezetők: Luigi Lamonica (ITA), Ilija Belošević (SRB), Fernando Rocha (POR) |
| 2015. szeptember 15. 18:30 | Gasol 9                                  | Lepattanó | Antetokúnmpo 17 | Stade Pierre-Mauroy, Lille Nézőszám: 17 864 Játékvezetők: Luigi Lamonica (ITA), Ilija Belošević (SRB), Fernando Rocha (POR) |
| 2015. szeptember 15. 18:30 | Rodríguez 5                              | Gólpassz  | Calathes 7      | Stade Pierre-Mauroy, Lille Nézőszám: 17 864 Játékvezetők: Luigi Lamonica (ITA), Ilija Belošević (SRB), Fernando Rocha (POR) |

| 2015. szeptember 15. 21:00 | Franciaország                           | 84–70     | Lettország    | Stade Pierre-Mauroy, Lille Nézőszám: 22 076 Játékvezetők: Robert Lottermoser (GER), Milivoje Jovčić (SRB), Siniša Herceg (CRO) |
| 2015. szeptember 15. 21:00 | (21–25, 19–13, 16–7, 28–25) Jegyzőkönyv |           |               | Stade Pierre-Mauroy, Lille Nézőszám: 22 076 Játékvezetők: Robert Lottermoser (GER), Milivoje Jovčić (SRB), Siniša Herceg (CRO) |
| 2015. szeptember 15. 21:00 | Parker 18                               | Pont      | Janičenoks 16 | Stade Pierre-Mauroy, Lille Nézőszám: 22 076 Játékvezetők: Robert Lottermoser (GER), Milivoje Jovčić (SRB), Siniša Herceg (CRO) |
| 2015. szeptember 15. 21:00 | Lombahe-Kahudi 8                        | Lepattanó | Freimanis 8   | Stade Pierre-Mauroy, Lille Nézőszám: 22 076 Játékvezetők: Robert Lottermoser (GER), Milivoje Jovčić (SRB), Siniša Herceg (CRO) |
| 2015. szeptember 15. 21:00 | Parker 6                                | Gólpassz  | Strēlnieks 7  | Stade Pierre-Mauroy, Lille Nézőszám: 22 076 Játékvezetők: Robert Lottermoser (GER), Milivoje Jovčić (SRB), Siniša Herceg (CRO) |

| 2015. szeptember 16. 18:30 | Szerbia                                  | 89–75     | Csehország            | Stade Pierre-Mauroy, Lille Nézőszám: 8726 Játékvezetők: Christos Christodoulou (GRE), Oļegs Latiševs (LAT), Emin Moğulkoç (TUR) |
| 2015. szeptember 16. 18:30 | (21–21, 24–21, 22–21, 22–12) Jegyzőkönyv |           |                       | Stade Pierre-Mauroy, Lille Nézőszám: 8726 Játékvezetők: Christos Christodoulou (GRE), Oļegs Latiševs (LAT), Emin Moğulkoç (TUR) |
| 2015. szeptember 16. 18:30 | Erceg 20                                 | Pont      | Veselý 23             | Stade Pierre-Mauroy, Lille Nézőszám: 8726 Játékvezetők: Christos Christodoulou (GRE), Oļegs Latiševs (LAT), Emin Moğulkoç (TUR) |
| 2015. szeptember 16. 18:30 | Bjelica 10                               | Lepattanó | Veselý 10             | Stade Pierre-Mauroy, Lille Nézőszám: 8726 Játékvezetők: Christos Christodoulou (GRE), Oļegs Latiševs (LAT), Emin Moğulkoç (TUR) |
| 2015. szeptember 16. 18:30 | Teodosić 14                              | Gólpassz  | Pumprla, Satoranský 4 | Stade Pierre-Mauroy, Lille Nézőszám: 8726 Játékvezetők: Christos Christodoulou (GRE), Oļegs Latiševs (LAT), Emin Moğulkoç (TUR) |

| 2015. szeptember 16. 21:00 | Olaszország                                    | 85–95 (h. u.) | Litvánia       | Stade Pierre-Mauroy, Lille Nézőszám: 13 173 Játékvezetők: Emilio Pérez (ESP), Sreten Radović (CRO), Miloš Koljenšić (MNE) |
| 2015. szeptember 16. 21:00 | (20–21, 16–16, 23–23, 20–19, 6–16) Jegyzőkönyv |               |                | Stade Pierre-Mauroy, Lille Nézőszám: 13 173 Játékvezetők: Emilio Pérez (ESP), Sreten Radović (CRO), Miloš Koljenšić (MNE) |
| 2015. szeptember 16. 21:00 | Bargnani 21                                    | Pont          | Valančiūnas 26 | Stade Pierre-Mauroy, Lille Nézőszám: 13 173 Játékvezetők: Emilio Pérez (ESP), Sreten Radović (CRO), Miloš Koljenšić (MNE) |
| 2015. szeptember 16. 21:00 | Gallinari 6                                    | Lepattanó     | Valančiūnas 15 | Stade Pierre-Mauroy, Lille Nézőszám: 13 173 Játékvezetők: Emilio Pérez (ESP), Sreten Radović (CRO), Miloš Koljenšić (MNE) |
| 2015. szeptember 16. 21:00 | Cinciarini 5                                   | Gólpassz      | Kalnietis 11   | Stade Pierre-Mauroy, Lille Nézőszám: 13 173 Játékvezetők: Emilio Pérez (ESP), Sreten Radović (CRO), Miloš Koljenšić (MNE) |

### Rájátszás az olimpiai selejtezőtornáért
A 2016-os nyári olimpiai játékok selejtezőtornájára az Európa-bajnokság 2–7. helyezett csapata szerez részvételi jogot. A negyeddöntők vesztesei ebben a fordulóban folytatják. A forduló győztesei megkapják a részvételi jogot, a vesztesek egy újabb mérkőzést játszanak a 7. helyért. A mérkőzés győztese kapja meg az utolsó részvételi jogot.
| 2015. szeptember 17. | Görögország                              | 97–90     | Lettország    | Stade Pierre-Mauroy, Lille Játékvezetők: Sreten Radovic (CRO), Matej Boltauzer (SLO), Benjamin Jimenez Trujillo (ESP) |
| 2015. szeptember 17. | (17–24, 20–20, 23–17, 37–29) Jegyzőkönyv |           |               | Stade Pierre-Mauroy, Lille Játékvezetők: Sreten Radovic (CRO), Matej Boltauzer (SLO), Benjamin Jimenez Trujillo (ESP) |
| 2015. szeptember 17. | Bourousis 20                             | Pont      | Janičenoks 22 | Stade Pierre-Mauroy, Lille Játékvezetők: Sreten Radovic (CRO), Matej Boltauzer (SLO), Benjamin Jimenez Trujillo (ESP) |
| 2015. szeptember 17. | Koufos, Antetokúnmpo 7                   | Lepattanó | Mejeris 6     | Stade Pierre-Mauroy, Lille Játékvezetők: Sreten Radovic (CRO), Matej Boltauzer (SLO), Benjamin Jimenez Trujillo (ESP) |
| 2015. szeptember 17. | Spanoulis 4                              | Gólpassz  | Strēlnieks 7  | Stade Pierre-Mauroy, Lille Játékvezetők: Sreten Radovic (CRO), Matej Boltauzer (SLO), Benjamin Jimenez Trujillo (ESP) |

| 2015. szeptember 17. 18:30 | Csehország                               | 70–85     | Olaszország | Stade Pierre-Mauroy, Lille Nézőszám: 15 004 Játékvezetők: Robert Lottermoser (GER), Milivoje Jovcic (SRB), Eddie Viator (FRA) |
| 2015. szeptember 17. 18:30 | (21–21, 16–21, 17-32, 16-11) Jegyzőkönyv |           |             | Stade Pierre-Mauroy, Lille Nézőszám: 15 004 Játékvezetők: Robert Lottermoser (GER), Milivoje Jovcic (SRB), Eddie Viator (FRA) |
| 2015. szeptember 17. 18:30 | Veselý 26                                | Pont      | Bargnani 21 | Stade Pierre-Mauroy, Lille Nézőszám: 15 004 Játékvezetők: Robert Lottermoser (GER), Milivoje Jovcic (SRB), Eddie Viator (FRA) |
| 2015. szeptember 17. 18:30 | Veselý 12                                | Lepattanó | Gallinari 8 | Stade Pierre-Mauroy, Lille Nézőszám: 15 004 Játékvezetők: Robert Lottermoser (GER), Milivoje Jovcic (SRB), Eddie Viator (FRA) |
| 2015. szeptember 17. 18:30 | Satoranský 6                             | Gólpassz  | Belinelli 4 | Stade Pierre-Mauroy, Lille Nézőszám: 15 004 Játékvezetők: Robert Lottermoser (GER), Milivoje Jovcic (SRB), Eddie Viator (FRA) |

A 7. helyért
| 2015. szeptember 18. 18:30 | Lettország                              | 70–97     | Csehország | Stade Pierre-Mauroy, Lille Nézőszám: 11 362 Játékvezetők: Ilija Belošević (SRB), Matej Boltauzer (SLO), Miloš Koljenšić (MNE) |
| 2015. szeptember 18. 18:30 | (23–28, 13–29, 9–23, 25–17) Jegyzőkönyv |           |            | Stade Pierre-Mauroy, Lille Nézőszám: 11 362 Játékvezetők: Ilija Belošević (SRB), Matej Boltauzer (SLO), Miloš Koljenšić (MNE) |
| 2015. szeptember 18. 18:30 | Timma 11                                | Pont      | Veselý 24  | Stade Pierre-Mauroy, Lille Nézőszám: 11 362 Játékvezetők: Ilija Belošević (SRB), Matej Boltauzer (SLO), Miloš Koljenšić (MNE) |
| 2015. szeptember 18. 18:30 | Bērziņš 8                               | Lepattanó | Veselý 6   | Stade Pierre-Mauroy, Lille Nézőszám: 11 362 Játékvezetők: Ilija Belošević (SRB), Matej Boltauzer (SLO), Miloš Koljenšić (MNE) |
| 2015. szeptember 18. 18:30 | Peiners 3                               | Gólpassz  | Schilb 7   | Stade Pierre-Mauroy, Lille Nézőszám: 11 362 Játékvezetők: Ilija Belošević (SRB), Matej Boltauzer (SLO), Miloš Koljenšić (MNE) |

### Elődöntők
| 2015. szeptember 17. 21:00 | Spanyolország                                  | 80–75 (h. u.) | Franciaország     | Stade Pierre-Mauroy, Lille Nézőszám: 26 922 Játékvezetők: Christos Christodoulou (GRE), Borys Ryzhyk (UKR), Fernando Rocha (POR) |
| 2015. szeptember 17. 21:00 | (17-20, 15-13, 16-23, 18-10, 14-9) Jegyzőkönyv |               |                   | Stade Pierre-Mauroy, Lille Nézőszám: 26 922 Játékvezetők: Christos Christodoulou (GRE), Borys Ryzhyk (UKR), Fernando Rocha (POR) |
| 2015. szeptember 17. 21:00 | Gasol 40                                       | Pont          | Batum, De Colo 14 | Stade Pierre-Mauroy, Lille Nézőszám: 26 922 Játékvezetők: Christos Christodoulou (GRE), Borys Ryzhyk (UKR), Fernando Rocha (POR) |
| 2015. szeptember 17. 21:00 | Gasol 11                                       | Lepattanó     | Gobert 13         | Stade Pierre-Mauroy, Lille Nézőszám: 26 922 Játékvezetők: Christos Christodoulou (GRE), Borys Ryzhyk (UKR), Fernando Rocha (POR) |
| 2015. szeptember 17. 21:00 | Llull 5                                        | Gólpassz      | Parker 6          | Stade Pierre-Mauroy, Lille Nézőszám: 26 922 Játékvezetők: Christos Christodoulou (GRE), Borys Ryzhyk (UKR), Fernando Rocha (POR) |

| 2015. szeptember 18. 21:00 | Szerbia                                 | 64–67     | Litvánia       | Stade Pierre-Mauroy, Lille Nézőszám: 20 042 Játékvezetők: Emilio Pérez (ESP), Oļegs Latiševs (LAT), Emin Moğulkoç (TUR) |
| 2015. szeptember 18. 21:00 | (17–22, 17–13, 9–13, 21–19) Jegyzőkönyv |           |                | Stade Pierre-Mauroy, Lille Nézőszám: 20 042 Játékvezetők: Emilio Pérez (ESP), Oļegs Latiševs (LAT), Emin Moğulkoç (TUR) |
| 2015. szeptember 18. 21:00 | Teodosić 16                             | Pont      | Valančiūnas 15 | Stade Pierre-Mauroy, Lille Nézőszám: 20 042 Játékvezetők: Emilio Pérez (ESP), Oļegs Latiševs (LAT), Emin Moğulkoç (TUR) |
| 2015. szeptember 18. 21:00 | három játékos 4                         | Lepattanó | Kuzminskas 9   | Stade Pierre-Mauroy, Lille Nézőszám: 20 042 Játékvezetők: Emilio Pérez (ESP), Oļegs Latiševs (LAT), Emin Moğulkoç (TUR) |
| 2015. szeptember 18. 21:00 | Bogdanović, Teodosić 3                  | Gólpassz  | Kalnietis 9    | Stade Pierre-Mauroy, Lille Nézőszám: 20 042 Játékvezetők: Emilio Pérez (ESP), Oļegs Latiševs (LAT), Emin Moğulkoç (TUR) |

### Bronzmérkőzés
| 2015. szeptember 20. 14:00 | Franciaország                            | 81–68     | Szerbia       | Stade Pierre-Mauroy, Lille Nézőszám: 24092 Játékvezetők: Christos Christodoulou (GRE), Robert Lottermoser (GER), Fernando Rocha (POR) |
| 2015. szeptember 20. 14:00 | (16–16, 21–16, 21–12, 23–24) Jegyzőkönyv |           |               | Stade Pierre-Mauroy, Lille Nézőszám: 24092 Játékvezetők: Christos Christodoulou (GRE), Robert Lottermoser (GER), Fernando Rocha (POR) |
| 2015. szeptember 20. 14:00 | de Colo 20                               | Pont      | Bogdanović 14 | Stade Pierre-Mauroy, Lille Nézőszám: 24092 Játékvezetők: Christos Christodoulou (GRE), Robert Lottermoser (GER), Fernando Rocha (POR) |
| 2015. szeptember 20. 14:00 | Gobert 14                                | Lepattanó | Raduljica 8   | Stade Pierre-Mauroy, Lille Nézőszám: 24092 Játékvezetők: Christos Christodoulou (GRE), Robert Lottermoser (GER), Fernando Rocha (POR) |
| 2015. szeptember 20. 14:00 | Diaw 6                                   | Gólpassz  | Raduljica 4   | Stade Pierre-Mauroy, Lille Nézőszám: 24092 Játékvezetők: Christos Christodoulou (GRE), Robert Lottermoser (GER), Fernando Rocha (POR) |

### Döntő
| 2015. szeptember 20. 19:00 | Spanyolország                           | 80–63     | Litvánia               | Stade Pierre-Mauroy, Lille Nézőszám: 27 372 Játékvezetők: Luigi Lamonica (ITA), Ilija Belošević (SRB), Borys Ryzhyk (UKR) |
| 2015. szeptember 20. 19:00 | (19–8, 22–25, 19–10, 20–20) Jegyzőkönyv |           |                        | Stade Pierre-Mauroy, Lille Nézőszám: 27 372 Játékvezetők: Luigi Lamonica (ITA), Ilija Belošević (SRB), Borys Ryzhyk (UKR) |
| 2015. szeptember 20. 19:00 | Gasol 25                                | Pont      | Kalnietis, Seibutis 13 | Stade Pierre-Mauroy, Lille Nézőszám: 27 372 Játékvezetők: Luigi Lamonica (ITA), Ilija Belošević (SRB), Borys Ryzhyk (UKR) |
| 2015. szeptember 20. 19:00 | Gasol 12                                | Lepattanó | Valančiūnas 9          | Stade Pierre-Mauroy, Lille Nézőszám: 27 372 Játékvezetők: Luigi Lamonica (ITA), Ilija Belošević (SRB), Borys Ryzhyk (UKR) |
| 2015. szeptember 20. 19:00 | Rodríguez 6                             | Gólpassz  | Kalnietis 5            | Stade Pierre-Mauroy, Lille Nézőszám: 27 372 Játékvezetők: Luigi Lamonica (ITA), Ilija Belošević (SRB), Borys Ryzhyk (UKR) |

| A 2015-ös férfi kosárlabda-Európa-bajnokság győztese |
| ---------------------------------------------------- |
| · Spanyolország · 3. cím                             |

## Végeredmény
| #     | Nemzet              | Gy–V |
| ----- | ------------------- | ---- |
| Arany | Spanyolország       | 7–2  |
| Ezüst | Litvánia            | 7–2  |
| Bronz | Franciaország       | 8–1  |
| 4.    | Szerbia             | 7–2  |
| 5.    | Görögország         | 7–1  |
| 6.    | Olaszország         | 5–3  |
| 7.    | Csehország          | 5–4  |
| 8.    | Lettország          | 4–5  |
| 9.    | Horvátország        | 3–3  |
| 10.   | Izrael              | 3–3  |
| 11.   | Lengyelország       | 3–3  |
| 12.   | Szlovénia           | 3–3  |
| 13.   | Belgium             | 3–3  |
| 14.   | Törökország         | 3–3  |
| 15.   | Grúzia              | 2–4  |
| 16.   | Finnország          | 2–4  |
| 17.   | Oroszország         | 1–4  |
| 17.   | Németország         | 1–4  |
| 17.   | Macedónia           | 1–4  |
| 17.   | Észtország          | 1–4  |
| 21.   | Hollandia           | 1–4  |
| 21.   | Ukrajna             | 1–4  |
| 21.   | Bosznia-Hercegovina | 1–4  |
| 21.   | Izland              | 0–5  |

## Díjak
Az Európa-bajnokság után a következő díjakat osztották ki:
| Legtöbb pont - Pau Gasol – 25,6 pont/mérkőzés Legértékesebb játékos - Pau Gasol | All-Star csapat - Sergio Rodríguez - Goran Dragić - Jonas Mačiulis - Jonas Valančiūnas - Pau Gasol |